# Art safavide
 (décembre 2016).

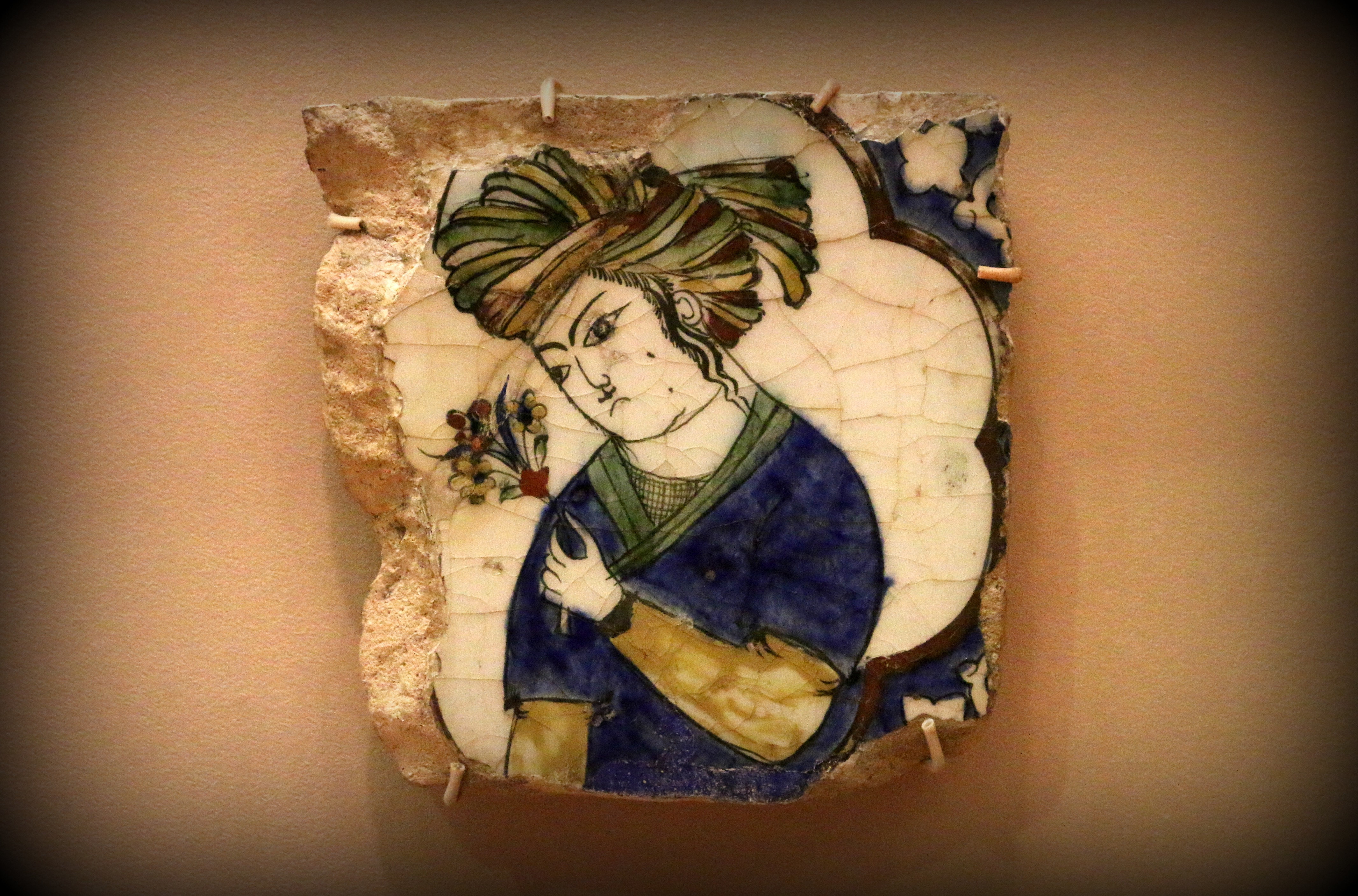
Carreau au jeune homme, Iran, XVIIe siècle, céramique siliceuse peinte sous glaçure, Moscou, musée d'art oriental

L’appellation art safavide regroupe la production artistique qui a eu lieu dans l'empire safavide (du Caucase à l'Afghanistan) centré autour de la Perse (actuel Iran) durant la dynastie éponyme, entre 1501 et 1722. 
Elle marque un apogée dans les arts persans du livre et de l’architecture alors que les arts mineurs tels que la céramique, l’art du métal ou le verre ont plus ou moins tendance à péricliter. Bien que nourri de culture persane, l’art safavide est fortement influencé par les cultures turkmène, chinoise, ottomane et occidentale.

## Contexte historique

Shah Ismail, le fondateur de la dynastie des Safavides.

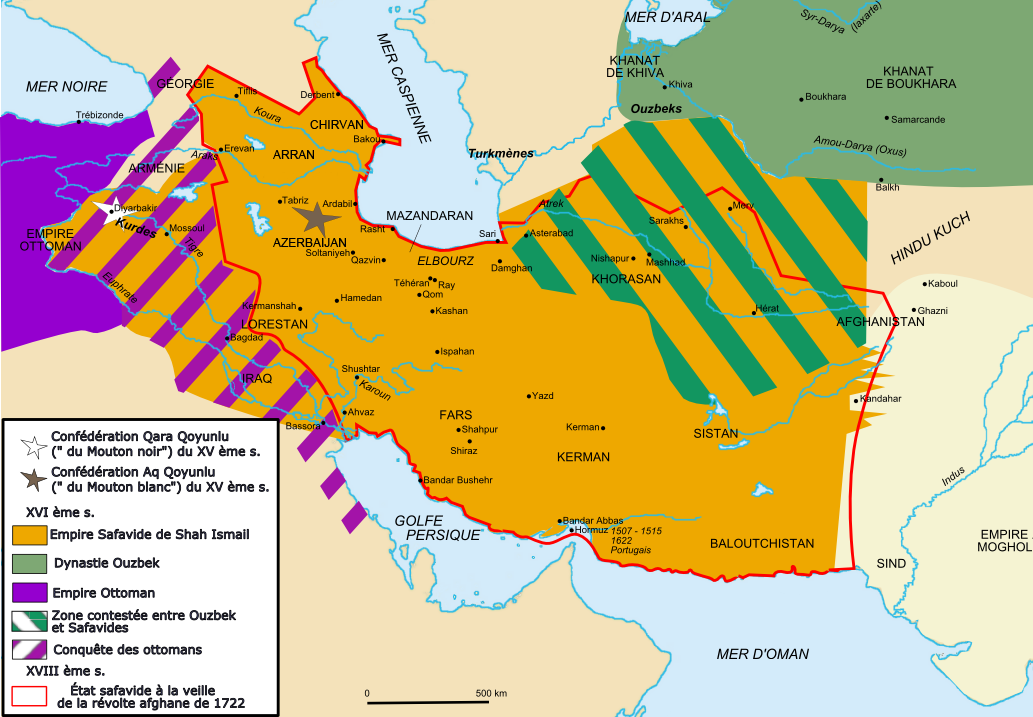
Carte de l’empire safavide.

La dynastie safavide est issue d’une confrérie turcophone appelée Safavieh qui apparaît en Azerbaïdjan vers 1301, avec le Shaykh Safi al-Din, qui lui donne son nom. Les Safavides ont largement contribué à la diffusion du chiisme duodécimain qui considère le douzième imam caché comme son dirigeant.
Ce n’est toutefois qu’en 1447 que la dynastie safavide commence à montrer des ambitions politiques, avec la prise de pouvoir de Shaykh Djunayd. Un système de luttes et d’alliances avec les tribus turkmènes s’instaure, entraînant l’extinction de la dynastie des Qara Qoyunlu régnant jusque-là sur la région de Tabriz, opposée à celle des Aq Qoyunlu installés en Anatolie. Haydari, le successeur de Djunayd, étant rapidement tué, Shah Ismail, alors âgé de douze ans, prend la tête du mouvement en 1499. Une vigoureuse propagande se met bientôt en place permettant de recruter une armée. En 1500, ses 7 000 soldats défont les troupes Turkmènes, fortes de 30 000 hommes, et en 1501, Shah Ismaïl entre à Tabriz au nord-ouest de l’Iran, proclame le rite imâmite religion d’État et fait frapper les premières monnaies à son nom.
L’expansion territoriale s’accélère vers Bagdad et l’empire ottoman, mais l’arrivée de Selim Ier à la tête de l’empire ottoman qui interdit le chiisme, ainsi que la bataille de Çaldiran (22 août 1514) marquent un coup d’arrêt. L’armée safavide ne connaissant pas l’usage des armes à feu, subit une cuisante défaite. Selim Ier entre dans Tabriz — dont il se retire quelques mois plus tard en raison de querelles internes —, et annexe une grande partie du territoire safavide. Shah Ismaïl, dont l’ascendance divine est fortement remise en cause, se retire de la vie politique tandis que les relations avec les Turkmènes Qizilbash se dégradent. En 1515, l’installation des Portugais à Ormuz amorce un commerce florissant vers l’Europe.
Après la mort de Shah Ismaïl, son fils de dix ans Shah Tahmasp arrive au pouvoir. Peu brillant sur le plan militaire, il cède la ville de Bagdad à Soliman le Magnifique, transfère sa capitale à Qazvin en 1548 et signe finalement en 1555 le traité d’Amaziya, qui assure une paix durable. Son règne, le plus long de toute l’histoire de la Perse, est marqué par la signature vers ses vingt ans d’un « édit de repentance » qui instaure une religion autoritaire, interdisant la musique, la danse, les boissons alcoolisées ou encore le haschich.

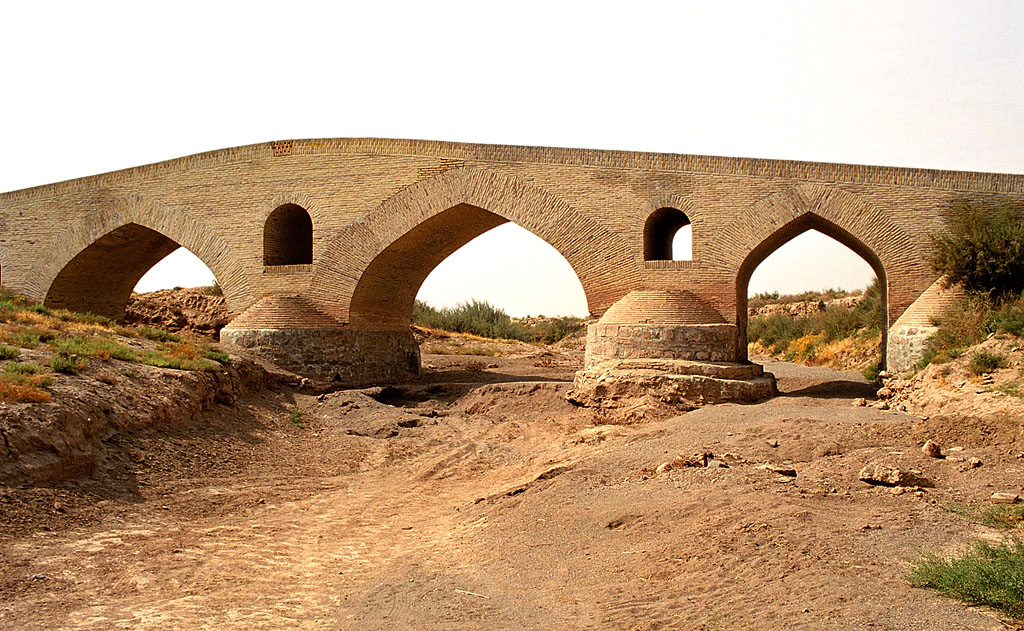
Un pont de l’époque Safavide à proximité de Qazvin.

Douze ans de confusion suivent la mort de Tahmasp en 1576, et il faut attendre l’arrivée de Shah Abbas pour retrouver un calme relatif. Celui-ci signe très rapidement une paix très défavorable avec les Ottomans, pour se donner le temps de mettre sur pied une armée de ghulams (mercenaires caucasiens, arméniens et géorgiens). Des ghulams sont également intégrés à une administration centralisée, occupant les places de Turkmènes jugés trop remuants. Ces différentes mesures permettent au shah de battre les troupes ouzbèkes et de reprendre Herat en 1598, puis Bagdad en 1624. Ce règne, le plus épanoui de la dynastie, donne lieu à un commerce et un art florissants, notamment avec la construction de la nouvelle capitale d’Isfahan.
La période suivant la mort de Shah Abbas est un long déclin, dû en partie au « système du harem », qui favorise les intrigues et les manipulations. Le règne de Shah Safi (r. 1629-1642) se fait remarquer pour sa violence arbitraire et ses reculs territoriaux ; celui de Shah Abbas II marque le début de l’intolérance religieuse envers les dhimmis et notamment les juifs, état qui se perpétue sous Shah Sulayman et Shah Husayn. Une rébellion des Afghans en 1709 conduit finalement à l’extinction de l’empire en 1722.

## Architecture et urbanisme

### Sous Shah Ismaïl

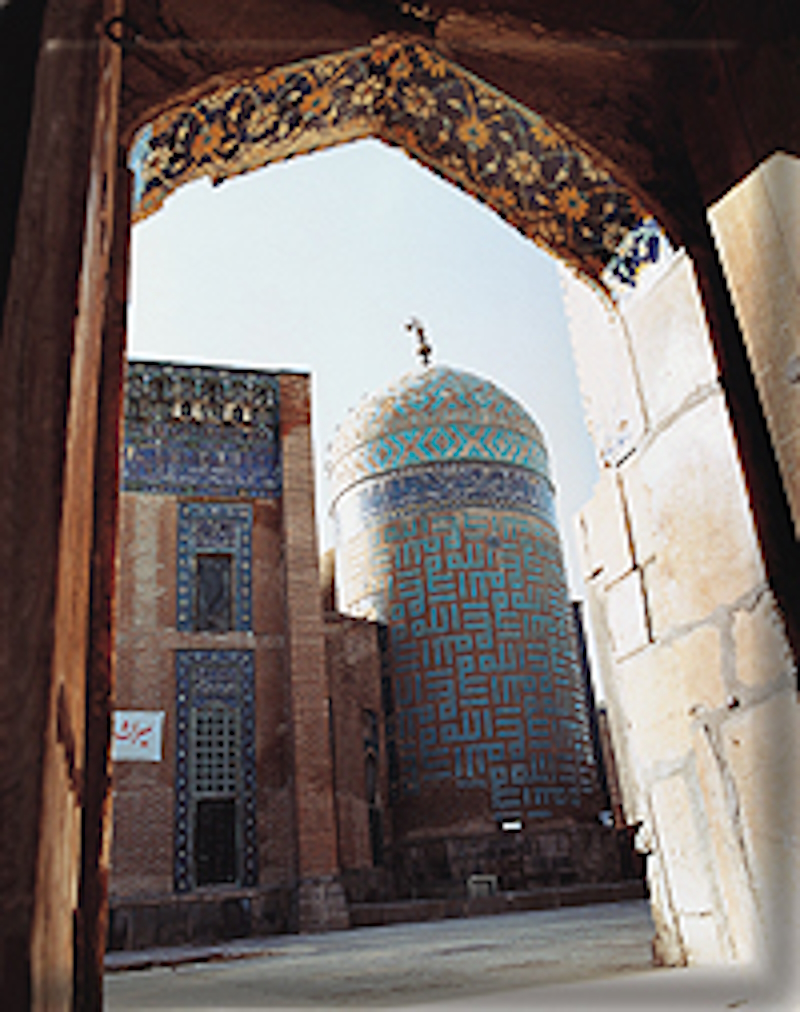
La tombe de Shaykh Safi à Ardabil et une partie du complexe qui lui est associé.

Si le premier shah safavide poursuit une politique assez intensive de restauration et de conservation dans les grands lieux du chiisme, comme Kerbala (1508), Nadjaf (1508) et Samarra dans l'actuel Irak et Mechhed (1514) dans l’est de l’Iran, etc., perpétuant ainsi les traditions timourides et turkmènes, son mécénat architectural comme constructeur est quasiment nul, ceci sans doute car la conquête safavide s’est réalisée sans destructions majeures. Ainsi, à Tabriz, la nouvelle capitale, tous les monuments turkmènes subsistants pourvoient largement aux besoins du shah et de la cour. C’est néanmoins bien Ismaïl qui fait de la ville d’Ardabil (nord de l’Iran) un centre dynastique et un lieu de pèlerinage, en embellissant le complexe situé autour du tombeau de Shaykh Safi et en y enterrant les restes de son père en 1509. On lui doit notamment l’édification du Dar al-Hadith, une salle consacrée à l’étude des hadîths, faisant pendant au vieux dar al-Huffaz, qui servait à réciter le Coran. C’est sans doute également lui qui a planifié sa propre tombe, même si celle-ci a peut-être été réalisée peu après sa mort. On peut également créditer Ismaïl de la restauration de la masjed-e Jāmeh de Saveh, en 1520, dont la décoration extérieure a disparu, mais où le mihrab combine une utilisation du stuc archaïsante et un décor délicat d’arabesques en mosaïque de céramique. Une autre mosquée de Saveh, la masjed-e meydān, a reçu un mihrab similaire, daté par deux inscriptions entre 1510 et 1518.
Dormish Khan Shamlu, beau-frère d’Ismaïl, pallie partiellement ce manque de constructions à partir de 1503. En effet, ce gouverneur d’Ispahan, qui réside plus souvent à la cour de Tabriz que dans sa ville, en laisse les rênes à Mirza Shah Hussein Isfahani, le plus grand architecte de l’époque, qui y édifie notamment la tombe de Harun-e Vilayat en 1512-1513. Signalé par un voyageur occidental comme un grand lieu de « pèlerinage de Persans » (tant musulmans que juifs et chrétiens), ce monument est constitué d’une chambre carrée sous une coupole, ce qui est un plan tout à fait traditionnel. La coupole repose sur un haut tambour, des muqarnas emplissant la zone de passage octogonale. Deux minarets actuellement disparus magnifiaient le grand porche tandis que le décor d’hazerbaf et de mosaïques de céramique, concentré sur la façade, restait dans la tradition timouride. La façade, rythmée par des arcs aveugles, est ainsi unifiée grâce au décor de fond, comme c’était déjà le cas à la mosquée de Yazd. On doit ajouter à ce tombeau la mosquée masjed-e Ali toute proche, achevée en 1522 sur ordre du même commanditaire.

### Sous Shah Tahmasp
Comme son prédécesseur, Shah Tahmasp, au début de son règne (1524 - 1555) reste assez peu actif en ce qui concerne le mécénat architectural, se contentant de restaurations et d’embellissements, toujours dans la lignée des grandes dynasties précédentes. Ce sont en particulier les grandes mosquées de Kerman, Chiraz et Ispahan, et les sanctuaires de Mechhed et d’Ardabil qui bénéficient de ses soins. Dans ce dernier lieu, on peut citer la tour funéraire de Shah Ismaïl, peut-être commandée par celui-ci, mais qui fut sans doute réalisée dans les premières années du règne de Shah Tahmasp, bien qu’aucune date ne soit mentionnée. Elle est située juste à côté de la tour funéraire du fondateur de la dynastie et, du fait de cette proximité, a un diamètre assez restreint. Elle semble donc un peu écrasée par le monument voisin. Démesurément haute, elle contient trois petites coupoles superposées, et joue sur un décor de céramique divisé en de nombreux registres pour éviter la monotonie. La couleur jaune de la céramique décorative est, en revanche, un élément totalement nouveau. Toujours à Ardabil, on attribue aussi à Shah Tahmasp le Jannat Sara, un édifice octogonal avec des dépendances et des jardins très dégradé au XVIIIe siècle (et très restauré). Situé au nord-est du tombeau, il daterait, selon Morton, des années 1536 - 1540. Son utilisation première est encore discutée, car il est mentionné comme une mosquée dans les sources européennes, mais non dans celles de Perse, ce qui soulève quelques interrogations. Était-il prévu d’y disposer la tombe de Shah Tahmasp, en fait enterré à Mechhed ? C’est de cet endroit que proviennent les fameux tapis d’Ardabil [voir plus loin].
On doit aussi à Shah Tahmasp un palais à Tabriz, sa capitale jusqu’en 1555, dont rien n’est conservé sauf une description par le voyageur italien Michele Membre, qui visite Tabriz en 1539. Selon lui, il se composait d’un jardin entouré de murs de pierre et de terre avec deux portes d’un grand meydān à l’est et d’une nouvelle mosquée.
À la fin du règne, Tahmasp organise les jardins de Sādatabad. Celui-ci, comme tous les jardins persans, est divisé en quatre par deux allées perpendiculaires et bordé par un canal, disposition que l’on retrouve notamment dans les tapis-jardins de la même époque. Il contient des bains, quatre marchés couvert et trois pavillons de plaisance : le Gombad-e Muhabbat, l’Iwan-e Bāgh et le Chehel Sutun. Le nom de ce dernier, édifié en 1556, signifie « palais aux quarante colonnes », nom qui s’explique par la présence de vingt colonnes reflétées dans un bassin. Dans la tradition persane, le nombre quarante est fréquemment employé pour signifier une grande quantité. Cette petite construction à un étage servait de lieu d’audience, pour les banquets ou à des fins plus privées. Elle était décorée des panneaux peints de scènes littéraires persanes, comme l’histoire de Farhad et Shirin, ainsi que de scènes de chasses, de fêtes ou de polo, etc. Des bandes florales entouraient ces panneaux réalisés sur des modèles de Shah Tahmasp lui-même, peintre à ses heures, ou encore de Muzaffar Ali ou Muhammadi, alors employés dans l’atelier-bibliothèque (ketab khaneh) royal.

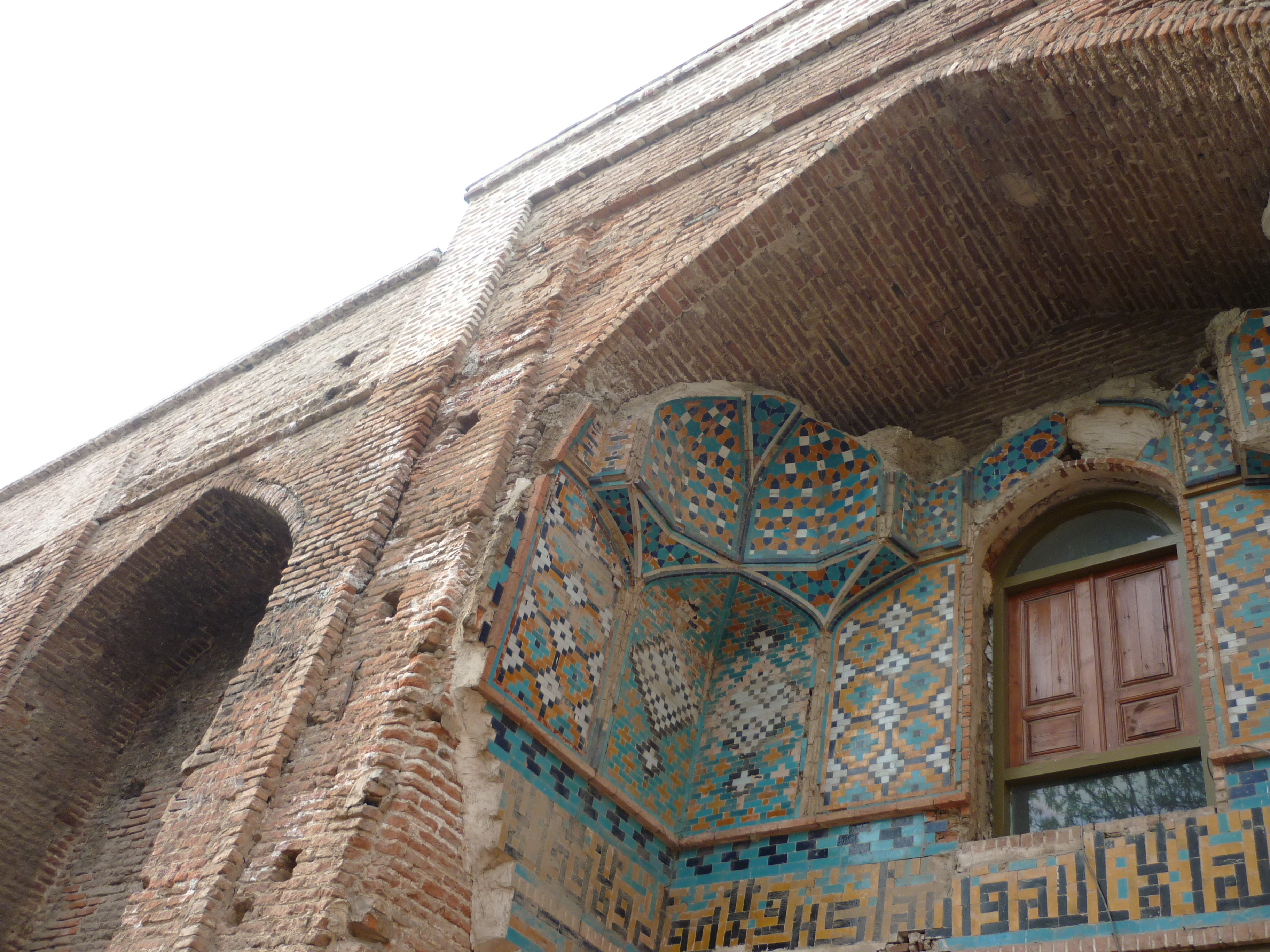
Amol.

Dans la ville de Na’in, la maison du gouverneur, bâtie sur un plan à quatre iwans, présente une décor élaboré sans doute entre 1565 et 1575 selon une technique rare et très sophistiquée : sur une couche de peinture rouge, l’artiste a posé un enduit blanc, puis l’a gratté pour laisser apparaître en silhouette rouge des motifs rappelant ceux de l’art du livre et des tissus. On y trouve des combats d’animaux, des princes en trône, des scènes littéraires (Khosrow et Shirin, Youssouf et Zouleykha), un jeu de polo, des scènes de chasse, etc. On note que les silhouettes se courbent et que le taj, la coiffure caractéristique des Safavides au début de l’empire a disparu, selon la mode de l’époque. Dans des cartouches sont calligraphiés des quatrains du poète Hafez.

### Sous Shah Abbas
Le règne de Shah Abbas marque l’explosion de l’architecture safavide, avec la construction d’une nouvelle Ispahan.

#### Ispahan

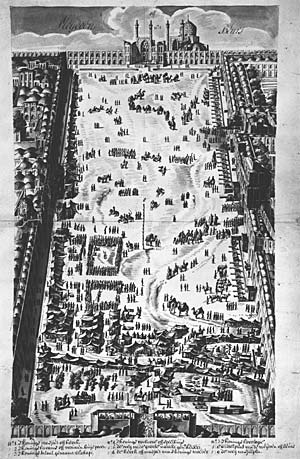
Dessin du meydān de G. Hofsted van Essen, 1703, bibliothèque de l'Université de Leyde.

Pour la troisième fois dans l’histoire des Safavides, la capitale de l’empire change sous Shah Abbas : c’est Ispahan, ville plus au centre du royaume que Tabriz ou Qazvin (située entre Téhéran et Tabriz). Une nouvelle capitale est donc mise en place à côté de l’ancienne ville, organisée autour d’un meydān (ou maïdan), qui est ici une grande place de 512 mètres de long sur 159 de large. D’un côté se trouve la mosquée du Shah, de l’autre l’oratoire du Shah, dit Mosquée du Cheikh Lotfallah, tandis que le pavillon Ali Qapou ouvre sur une grande allée de plaisance (Chāhār Bāgh, ou Tchahar Bagh, jardin de la ville) et le grand bazar mène à la vieille mosquée du Vendredi. Deux ponts traversent la rivière Zayandeh Roud, menant au quartier arménien de la Nouvelle-Djolfa.

##### Le Ali Qāpou

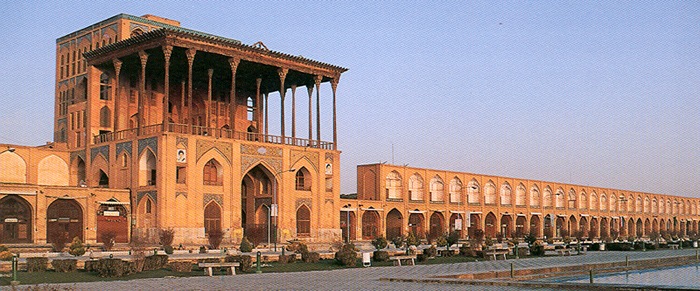
Ali Qapou et arcades du meydān, Ispahan, début du XVIIe siècle.

Édifice assez haut, ouvrant d’un côté sur le meydān et de l’autre sur le Chāhār Bāgh, le pavillon Ali Qapou a sans doute été édifié en deux phases, selon Galieri, qui l’a longuement étudié. On y retrouve des traits caractéristiques de l’architecture persane, comme le goût pour les proportions deux tiers - un tiers, le portique en partie supérieure (talār), ou encore le plan cruciforme. Le décor rappelle souvent l’art du livre contemporain, avec des nuages chinois, des oiseaux en vol, des arbres fleuris traités dans une palette douce. Les salles supérieure, dites salles de musique, présentent un décor de petites niches en forme de bouteilles à long col. Le Ali Qāpu servait de porte donnant sur l’allée processionnelle à l’arrière, mais le Chah s’en servait aussi pour se montrer et observer les jeux de polo et les défilés militaires qui avaient régulièrement lieu sur le meydān.

##### Le Qaysarieh, ou grand bazar

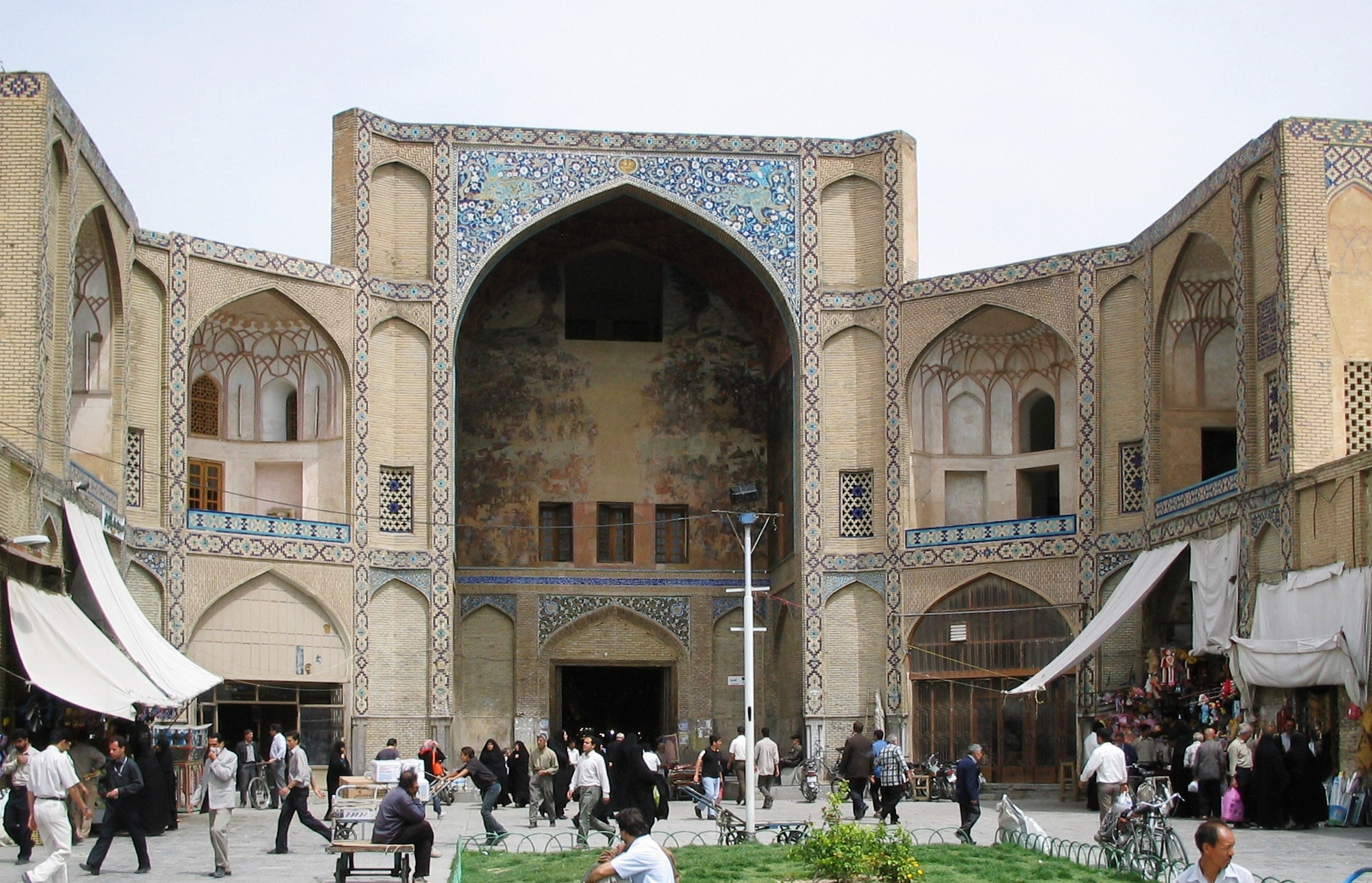
Entrée du Qaysarieh.

Le Grand bazar d'Ispahan est raccordé à l’ancien marché d’un côté et au meydān de l’autre. Du côté ouvrant sur le meydān, sa haute voûte aux arêtes saillantes enserre une structure à plusieurs étages, dont la partie supérieure était réservée à l’orchestre du Chah tandis qu’au-dessous se trouvaient les échoppes et les habitations, disposées selon les métiers. Un décor en mosaïque de céramique témoigne de l’intérêt que portait le Shah à l’architecture civile autant qu’à l'architecture religieuse ou de plaisance.

##### La mosquée du Cheikh Lotfallah, ou oratoire du Shah

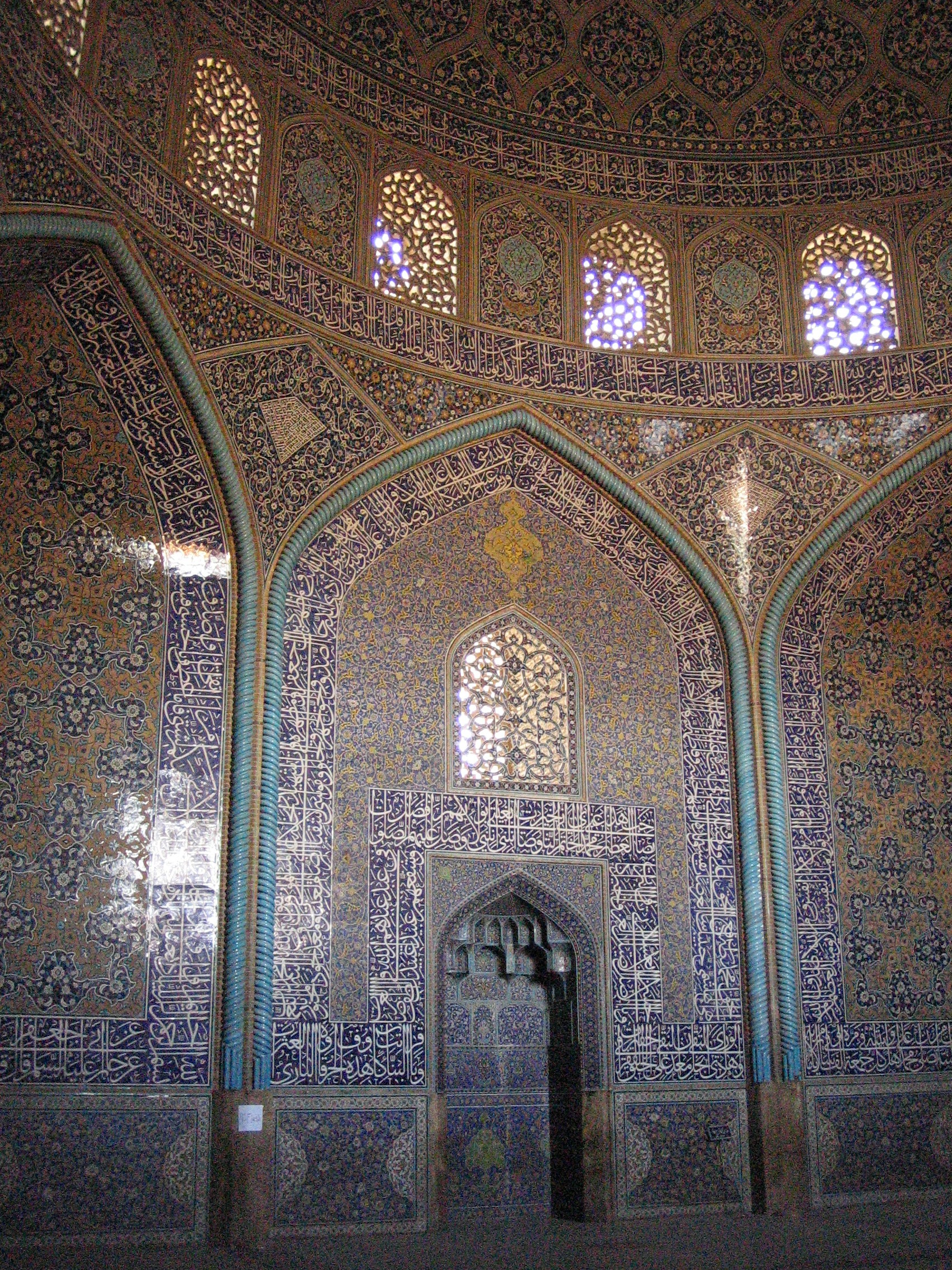
Mosquée du Cheikh Lotfallah, vers 1618-1618, Ispahan, intérieur.

La mosquée du Cheikh Lotfallah fut la première construite dans la nouvelle Ispahan, avant la grande mosquée du Shah. Son chantier s’étira sur seize longues années, mais deux dates (1616 sur le dôme et 1618 dans le mihrab) tendent à démontrer qu’elle fut achevée vers 1618. L’architecte était Muhammad Riza ibn Husayn, et le calligraphe, peut-être Ali Riza al-Abbassi, très grand miniaturiste.
Le plan de cette mosquée est assez peu commun, avec une entrée en chicane volontairement sombre qui mène à une salle de prière entièrement couverte d’un dôme et ouverte par un grand portail. L’absence de cour est notable. Le décor est constitué de lambris de marbre jaune, de niches ménagées dans les côtés avec de riches stalactites, et d’un revêtement de céramique. La palette du dôme extérieur est très singulière, dominée par la couleur de la terre.

##### La mosquée du Chah

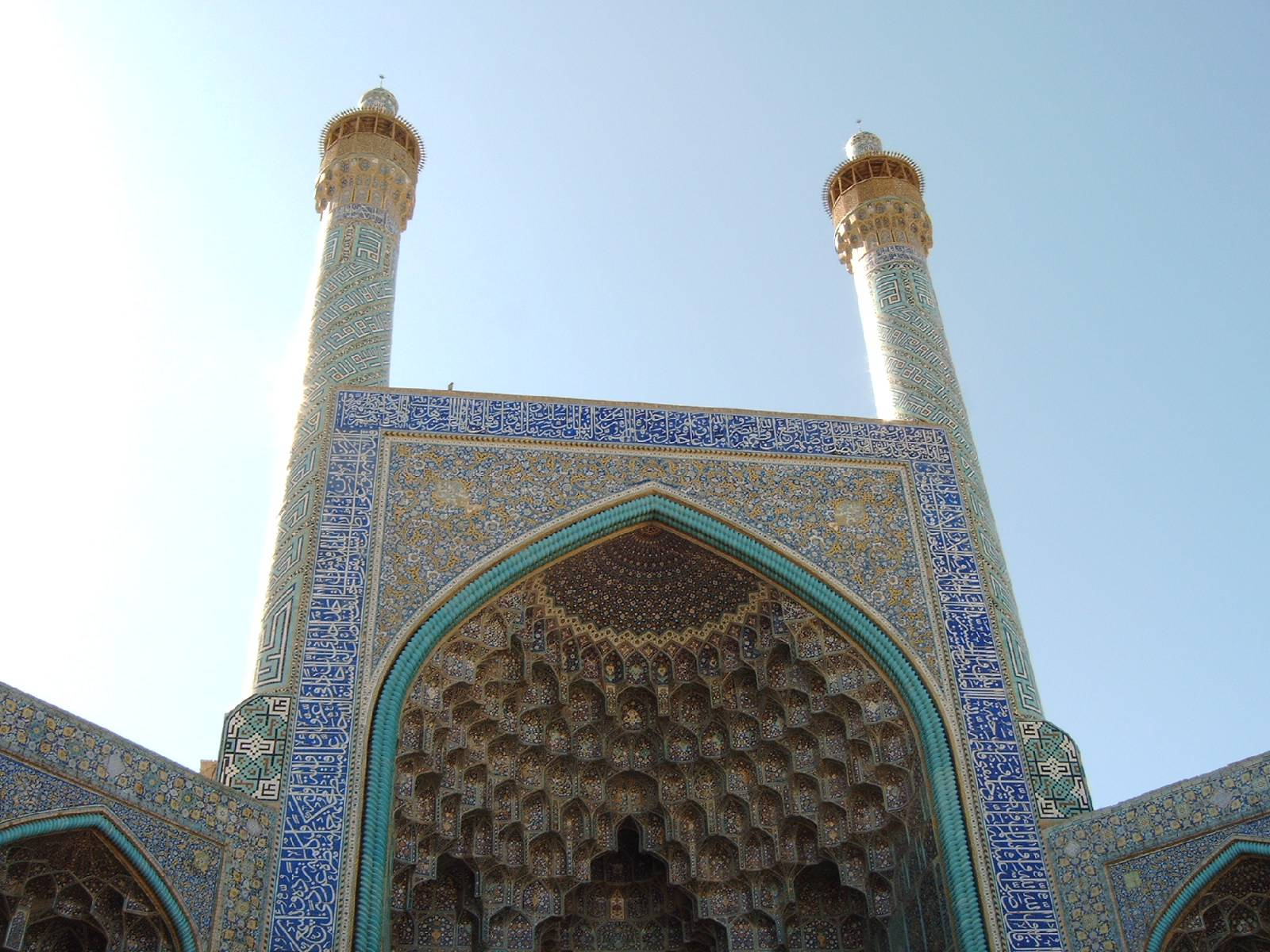
Entrée de la mosquée du Shah.

La mosquée du Chah fut édifiée entre 1612 et 1630 sous la direction des architectes Muhibb al-Din Ali Kula et Ustad Ali Akbar Isfahani. Ses dimensions sont colossales : 140 mètres par 130, ce qui constitue une surface au sol de 18 000 mètres carrés. Le plan est cependant beaucoup plus orthodoxe que celui de la mosquée du Shaykh Lutfallah : il s’agit d’une mosquée rigoureusement symétrique, à quatre iwans et deux coupoles, des minarets s’élevant devant la salle de prière. De part et d’autre du bâtiment se trouvent deux médersas.
Le plan du bâtiment, comme son décor, témoigne d’une grande cohérence. Les revêtements de céramique recouvrent toute la surface des murs, mais le revers des iwans est souvent négligé au profit de la façade. La couleur dominante est le bleu, qui forme quasiment un « manteau bleu » et donne une unité à l’ensemble. Des rapprochements avec l’art du livre peuvent être effectués.

##### Le pont Allahverdi-khan

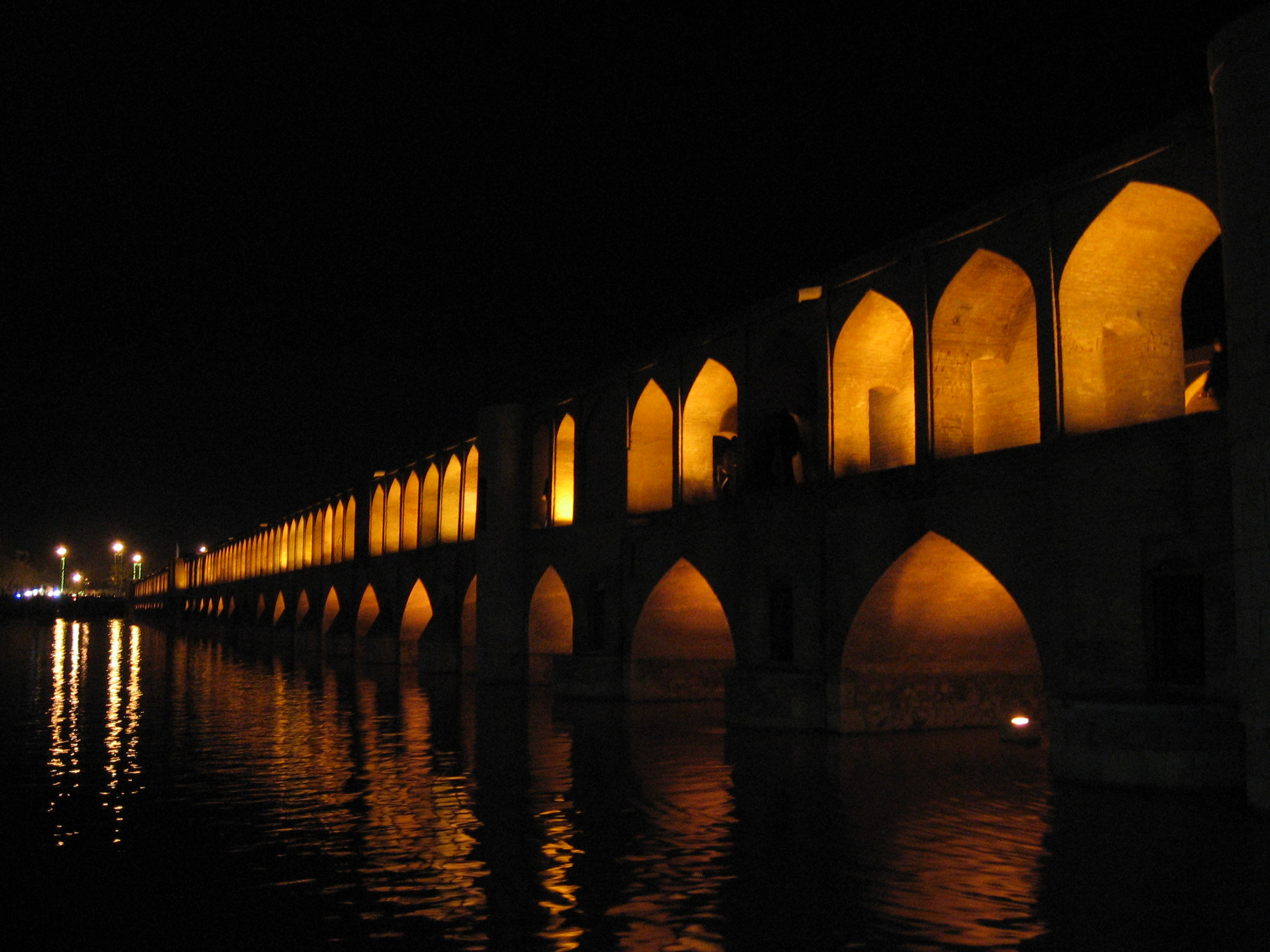
Pont Allaverdikhan de nuit.

Datable de 1608, ce pont fut érigé par ordre du premier ministre géorgien de Shah Abbas. Il se place dans la continuité du Chāhār Bāgh. Avec ses arcades, dans les côtés et dans la base, il offre ainsi une possibilité de promenade à plusieurs niveaux, selon la hauteur de l’eau. Il sert évidemment de lieu de passage, mais aussi de barrage, pour réguler le cours du fleuve. En le traversant, l’eau donne lieu à un effet de grande fontaine grâce aux emmarchements. À côté se trouve un talār, le kiosque des miroirs, d’où le souverain pouvait observer le fleuve.

### Sous Shah Abbas II

#### Le Chehel Sotoun

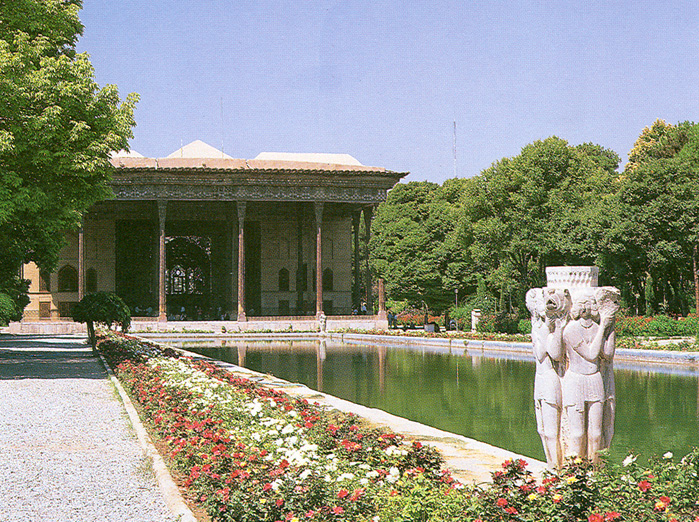
Le Tchehel Sotoun, 1647-48 ?, Ispahan.

Ce bâtiment, dont la datation reste très discutée, a sans doute été élevé sous le règne de Shah Abbas II, puis redécoré dans les années 1870. Selon un poème inscrit sur l’édifice et un autre de Muhammad Ali Sahib Tabrizi, il aurait été bâti en 1647-1648, et si certains chercheurs pensent que cet édifice a été construit en plusieurs étapes, la plupart inclinent à penser qu’il fut construit en un seul jet, car il est assez cohérent.
Il s’agit d’un édifice rectangulaire, comportant des colonnes qui se reflètent dans des bassins (chehel sotoun signifie « quarante colonnes » en persan).

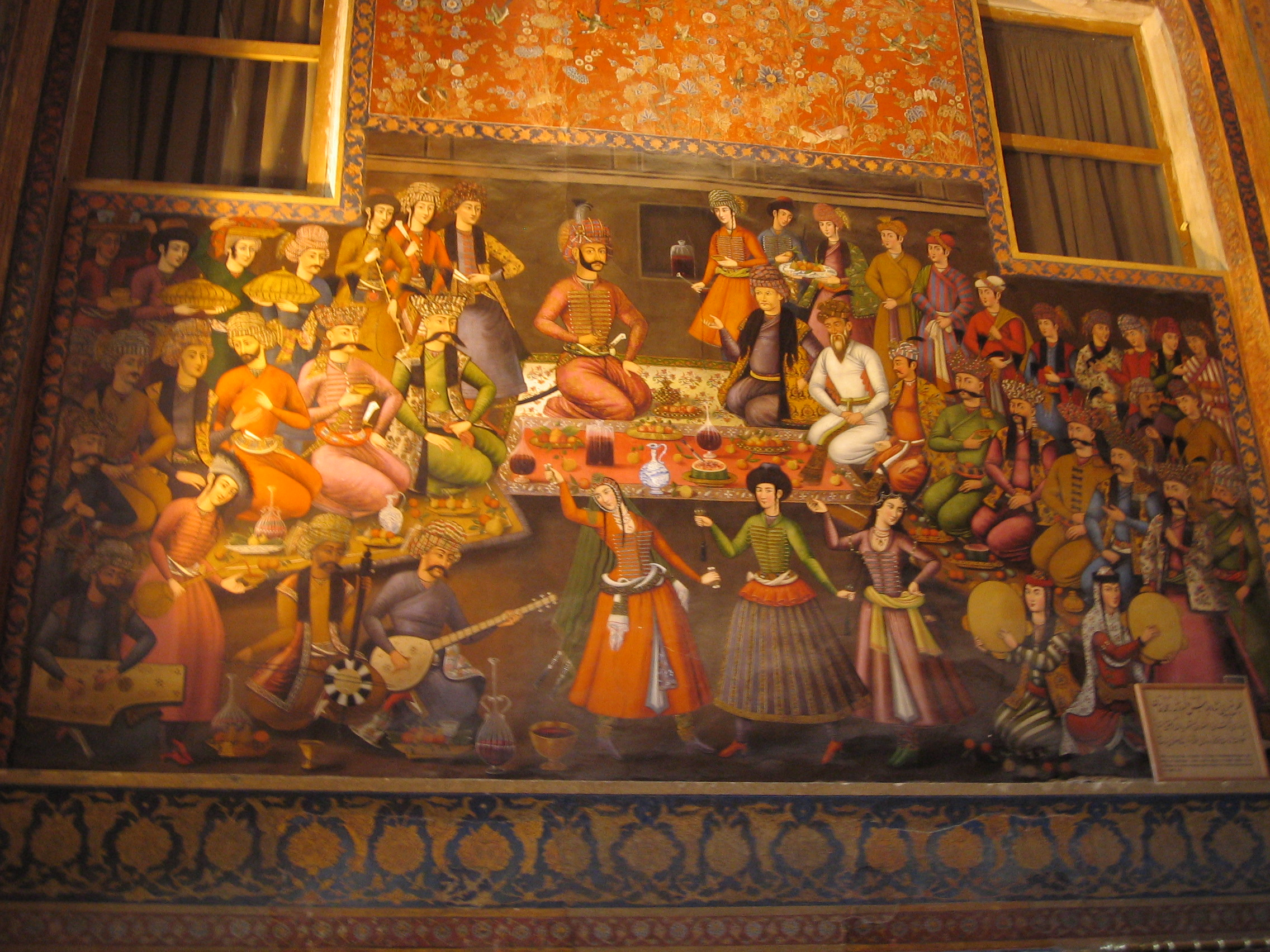
Fresque du Chehel Sotoun : Shah Abbas Ier recevant Vali Nadr Muhammad Khan.

Le Tchehel Sotoun est décoré de grandes peintures historiques, exaltant la magnanimité ou le courage guerrier des différents grands souverains de la dynastie : scène de bataille avec Shah Ismaïl, le sultan moghol Humâyûn est reçu par Shah Tahmasp, puis Vali Nadr Muhammad Khan, souverain de Boukhara entre 1605 et 1608, par Shah Abbas Ier, et enfin, on trouve une évocation de la prise de Kandahar par Shah Abbas II, qui doit être plus tardive, la ville n’étant tombée qu’en 1649. Dans les salles secondaires se trouvent également de nombreuses scènes galantes et des personnages en pied. On note dans le décor des influences occidentales (ouverture sur un paysage, similarités avec le quartier arménien) et indiennes (cheval représenté teint au henné, iwans couverts de miroirs).

#### Le pont Khwaju
Deuxième grand pont d’Ispahan, édifié cinquante ans après le Pol-e Allahverdikhan, le pont Khwaju présente une structure identique et légèrement complexifiée, avec des brise-flots en éventail, permettant des effets d’eau plus spectaculaires.

### La fin de la période

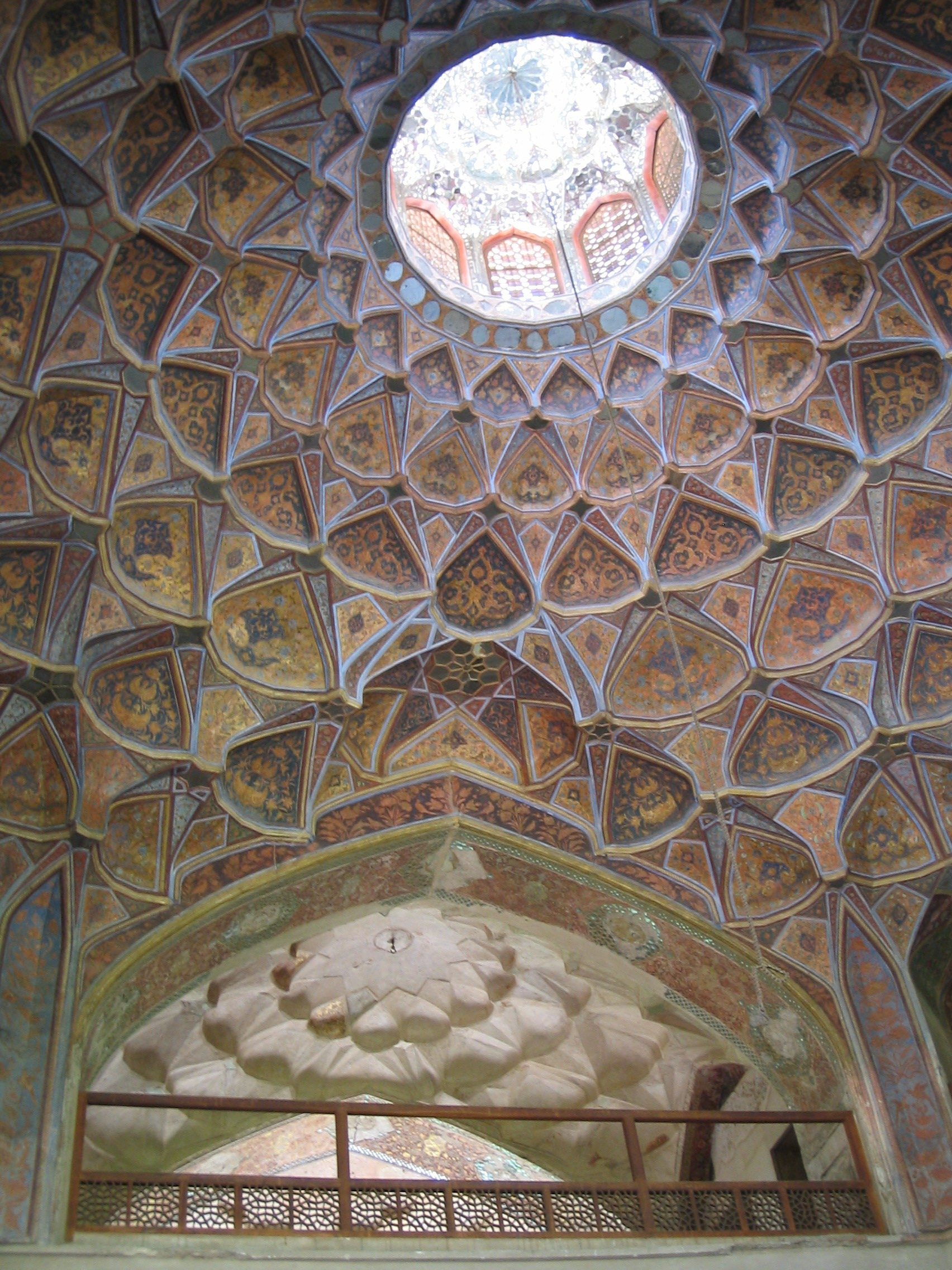
Plafond du Hasht Behesht, Ispahan.

On peut encore évoquer deux bâtiments d’Ispahan, datant de l’époque safavide tardive. Le Hasht Behesht (les « huit paradis »), est constitué d’un pavillon comportant huit petites entités disposées autour d’une grande salle sous coupole à quatre iwans. De petites voûtes couronnent les salles secondaires, décorées de miroirs qui rendent les surfaces mouvantes. Le décor extérieur, en céramique, est remarquable par l’emploi extensif du jaune. On situe cet édifice dans les années 1671.

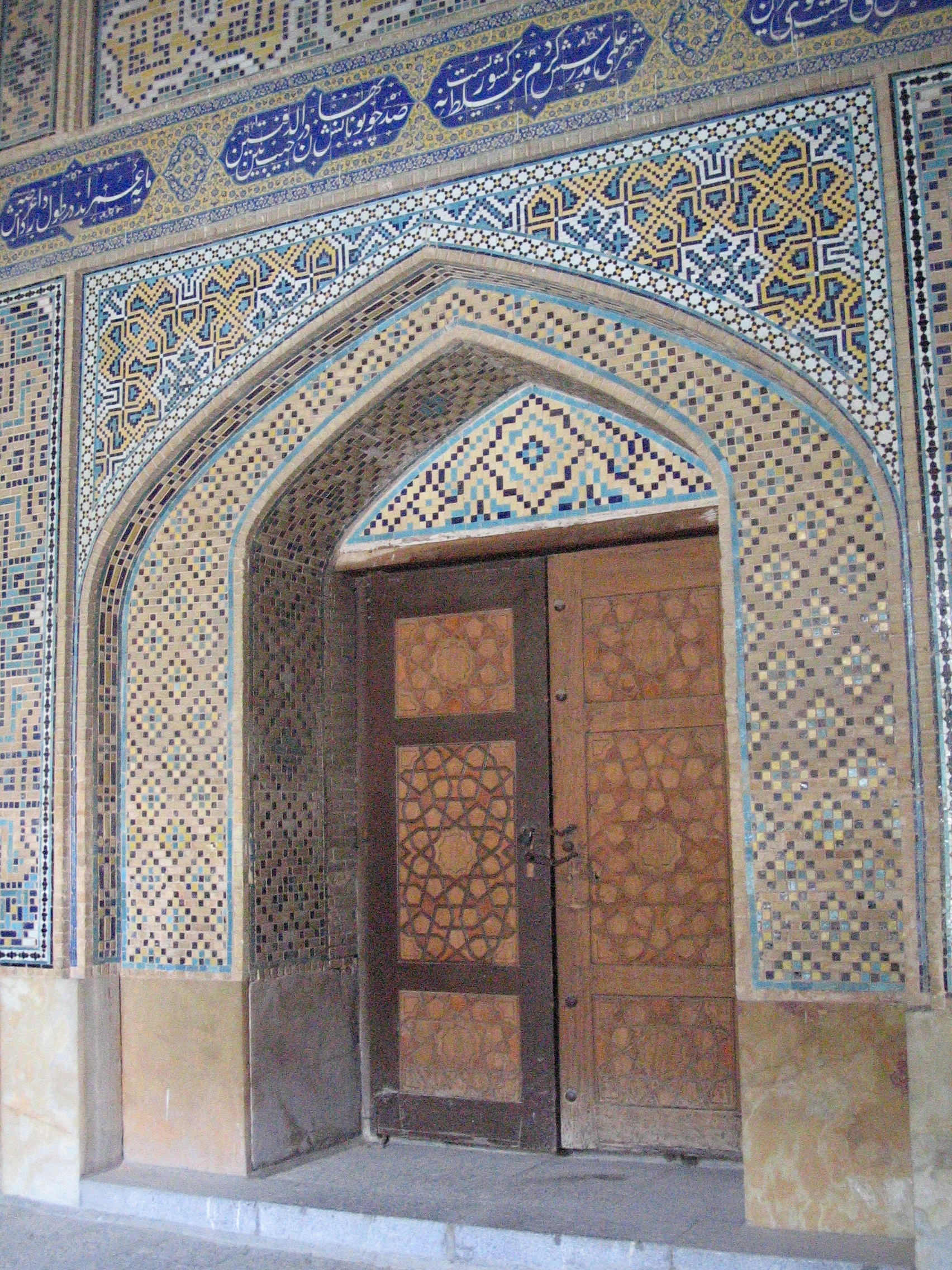
Porte dans la madreseh Mādar-e Shah, Ispahan.

La madreseh Mādar-e Shah', ou madreseh de la mère du Shah, se trouve sur le Chāhār Bāgh et est datée de 1706-1714. Elle n’apporte aucune nouveauté architecturale, et à ce titre, évoque bien la stagnation relative de l’architecture à cette époque : un plan à quatre iwans et un dôme rappelant la mosquée du Shah constituent la majeure partie de ses éléments architectoniques. Le décor, très géométrisé, est par contre un peu différent des décors du XVIIe siècle, par une palette où dominent le jaune, le vert et l’or, et un réseau végétal plus dense que dans la mosquée du Shah.

## Art mobilier

### Céramique

#### Sous Shah Ismail et Shah Tahmasp

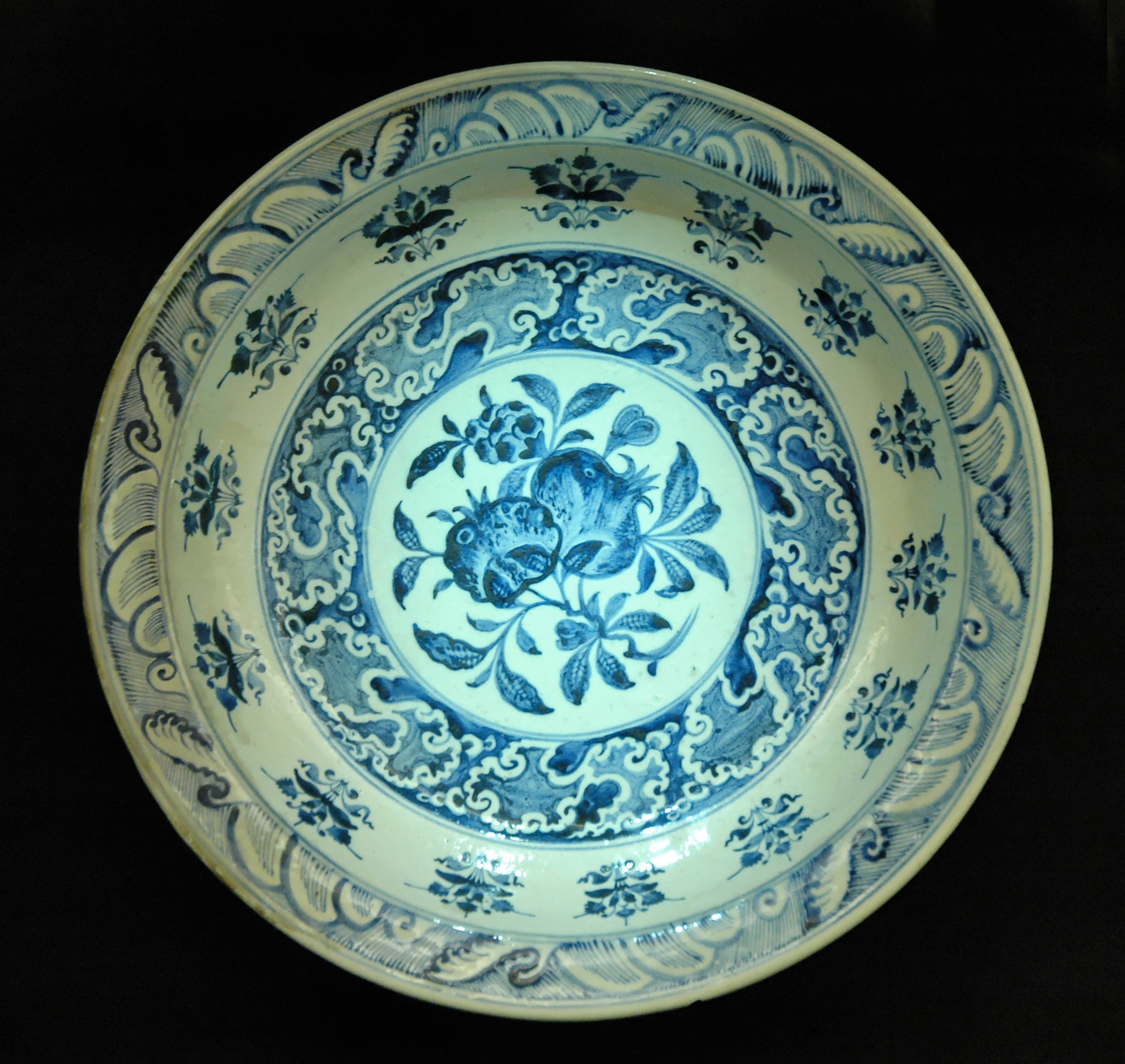
Plat aux deux grenades, v. 1500, musée du Louvre.

L’étude et la datation de la céramique sous Shah Ismail et Shah Tahmasp est difficile car il existe peu de pièces datées ou mentionnant un lieu de production. On sait aussi que les personnages les plus puissants préféraient de loin la porcelaine chinoise à la production de céramique locale. Plusieurs emplacements d’ateliers ont pourtant pu être identifiés, sans certitude cependant :
- Nishapur
- Koubatchi (pour la céramique architecturale)
- Kerman (pièces moulées monochromes)
- Machhad
- Yazd (cité sur une aiguière du British Museum)
- Shiraz (cité par Chardin)
- Bordarbas
- Gambrun
- Na’in

Les cinq premiers semblent plus assurés que les quatre suivants, ayant été cités dans des sources, mais aucun n’est absolument certain.
En général, les décors tendent à imiter ceux de la porcelaine chinoise, avec la production de pièces bleues et blanches à forme et motifs sinisants (marli chantourné, nuages tchi, dragons, etc.) Toutefois, le bleu persan se distingue du bleu de Chine par ses nuances plus nombreuses et subtiles. Souvent, des quatrains poétiques persans, parfois en relation avec la destination de la pièce (allusion au vin pour une coupe, par exemple) prennent place dans des cartouches. On peut aussi signaler un tout autre type de décor, beaucoup plus rare, qui comporte des iconographies très spécifiques à l’islam (zodiaque islamique, écailles, arabesques) et semble influencé par le monde ottoman, comme en témoignent des palmettes effilées, dites palmettes rumies, très utilisées en Turquie.
De nombreux types de pièces sont produites : coupes, plats, bouteilles a long col, crachoirs, etc. Des gourdes, avec un goulot très petit et une panse plate d’un côté et fortement ventrue de l’autre, peuvent être signalées : un exemplaire se trouve au Victoria and Albert Museum, un autre à l’Ermitage.

#### Entre le règne de Shah Abbas et la fin de l’empire

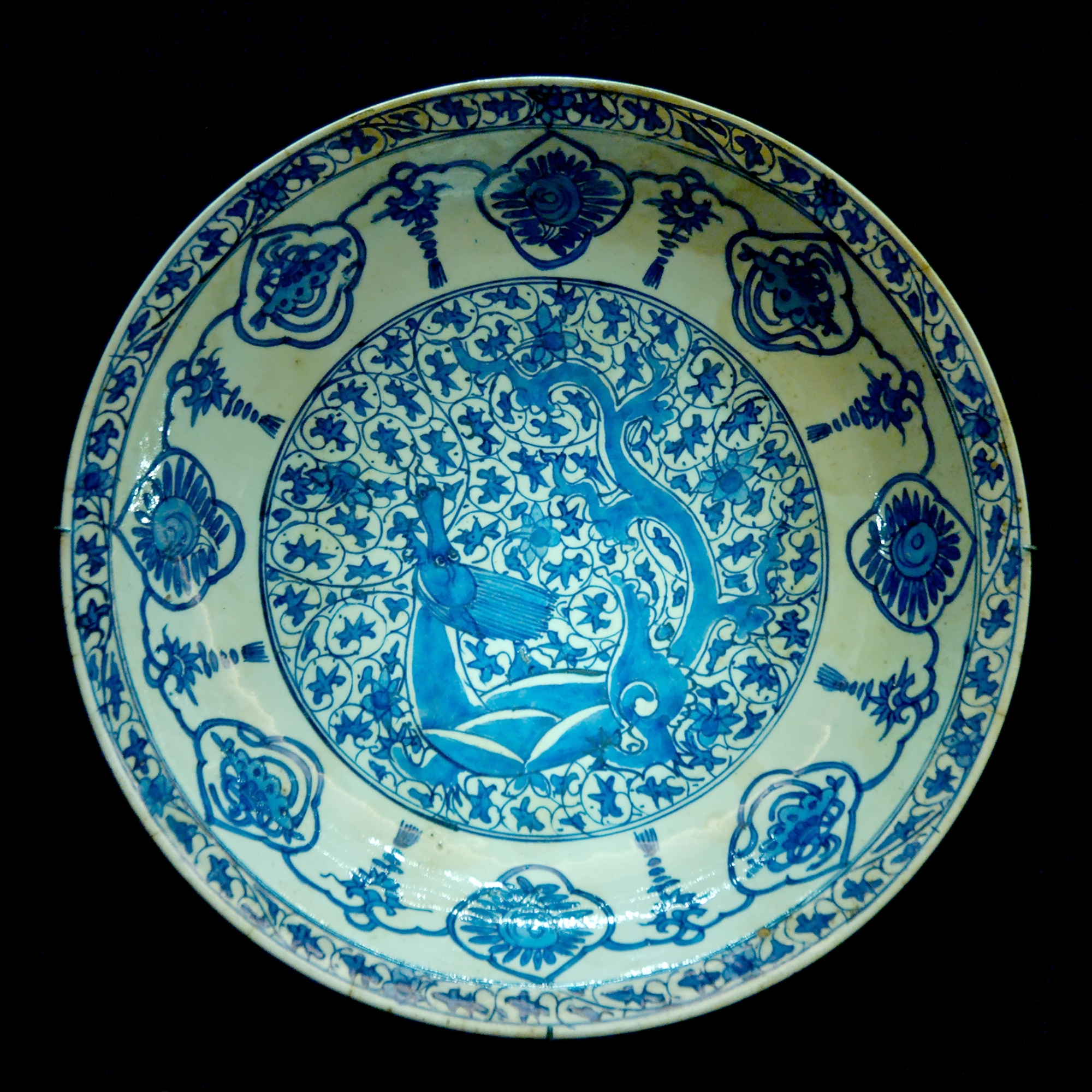
Plat au dragon, XVIIe siècle, musée du Louvre.

Selon les céramiques pétrographiques, on peut distinguer quatre groupes, chacun lié à un lieu de production :
- Lias
- Mashhad
- Tabriz (centre qui reste hypothétique, peut-être avec un atelier suscité par le mécénat royal)
- un centre non identifié, qui produit des bleus et blancs imitant la céramique wanli (kraak porselein)

Avec la fermeture du marché chinois en 1659, la céramique persane prend un nouvel essor, afin de combler les besoins européens. L’apparition de fausses marques d’atelier chinois au dos de certaines céramiques marque le goût qui se développe alors en Europe pour les porcelaines extrême-orientales, satisfait en grande partie par des productions safavides qui imitent, en particulier, la porcelaine kraak. Cette nouvelle destination entraîne l’utilisation toujours plus grande d’une iconographie chinoise et exotique (éléphants) et l’arrivée de nouvelles formes, parfois étonnantes (ghelyan, plats octogonaux, objet zoomorphes).
Dans le même temps, de nouvelles figures apparaissent, influencées par l’art du livre : jeunes échansons élégants, jeunes femmes à la silhouette courbe ou encore cyprès entremêlant leurs branches, qui rappellent les peintures de Reza Abbassi. On note l’utilisation de très beaux jaunes, et de la technique du lustre encore présente sur quelques pièces aux XVIIe et XVIIIe siècles.

#### Un cas à part: la céramique de Kubacha

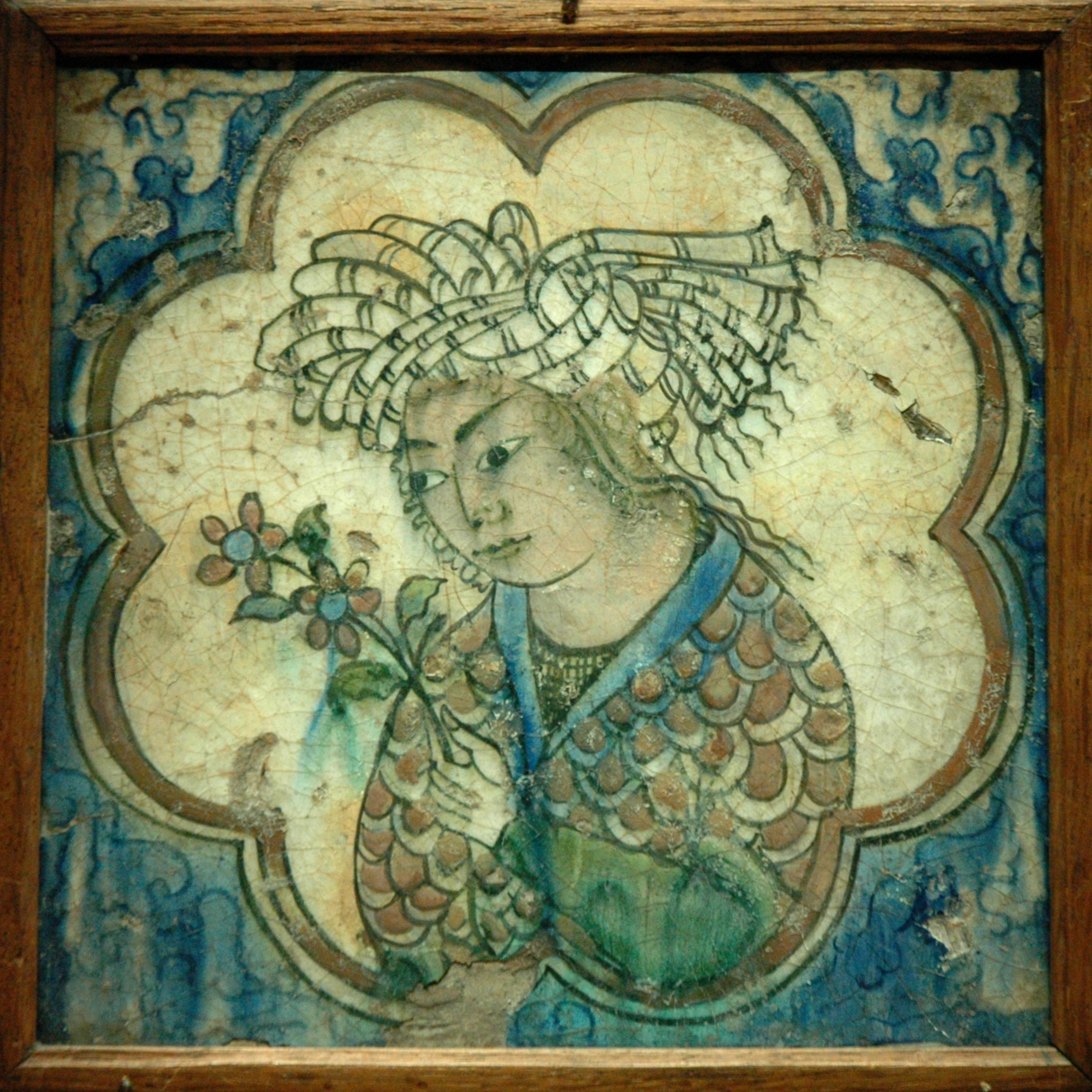
Céramique de Kubacha : Carreau au jeune homme, Kubatcha, XVIIe siècle.

La découverte, sur les murs des maisons de Kubacha, de céramiques accrochées aux murs des maisons au style très homogène a rapidement conduit les historiens d’art à penser qu’il existait un centre de production dans la ville. Cette interprétation fut toutefois contestée par Arthur Lane et beaucoup d’autres après lui, et semble aujourd’hui erronée.
Cette série est produite sur trois siècles, au cours desquels elle évolue beaucoup, mais conserve toujours un trou dans les bases destiné à la suspension de ces pièces. Schématiquement, on peut distinguer trois époques :
- au XVe siècle, une bichromie entre glaçure verte et motifs peints en noir ;
- au XVIe siècle, une bichromie entre glaçure turquoise et motifs toujours noirs ;
- au XVIIIe siècle, des pièces polychromes (cobalt, rouge terne, jaune orangé), avec des influences de l’art du livre, ottomanes et indiennes.

La série des Kubacha reste encore très mystérieuse, et de nombreux centres de production ont été proposés sans qu’aucun ne se dégage vraiment.

### L’art du métal

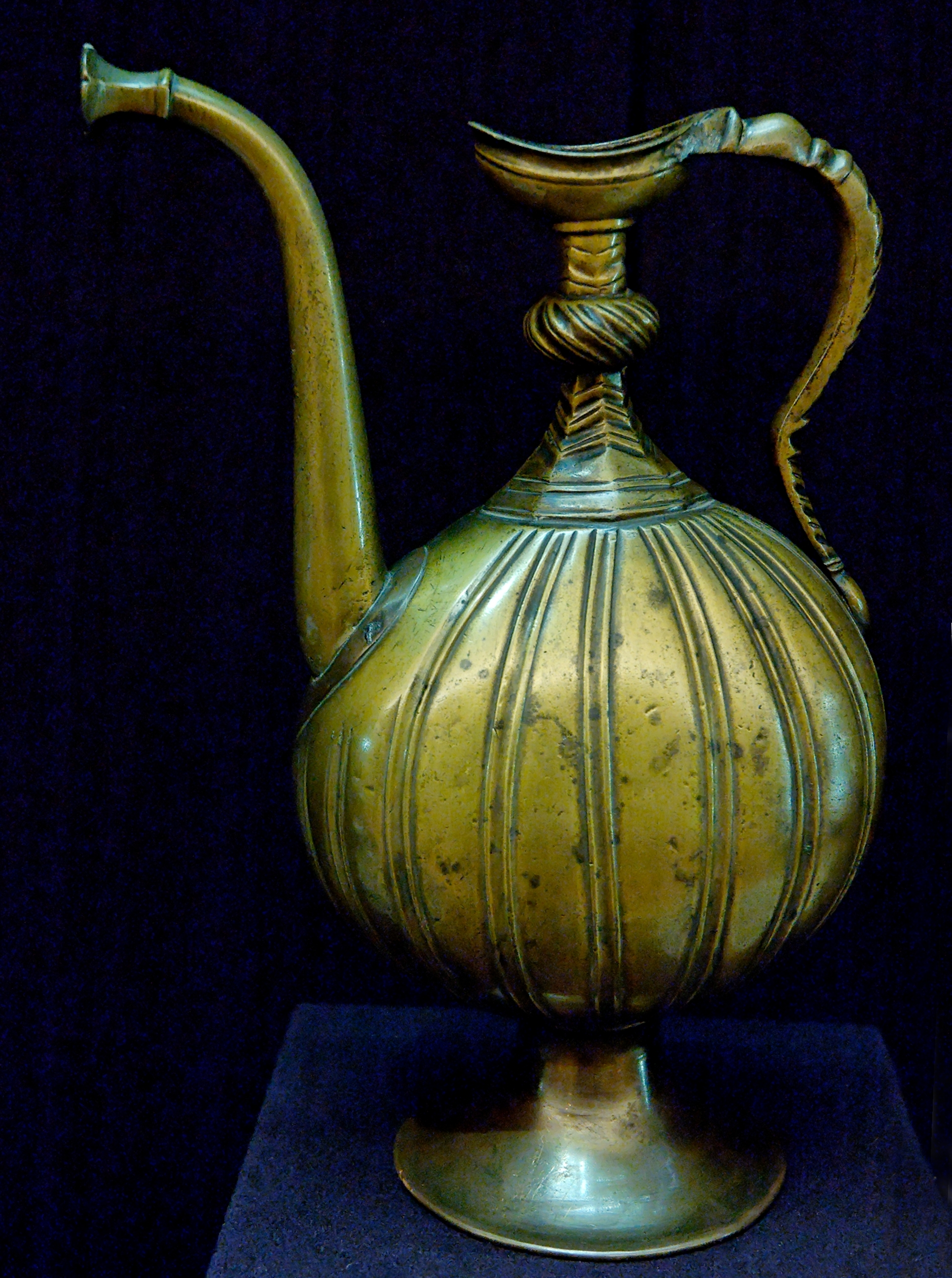
Aiguière. Bronze coulé, Iran, XVIe siècle. Musée du Louvre.

L’art du métal subit un déclin progressif lors de la dynastie safavide, et reste difficile à étudier, notamment en raison du faible nombre de pièces datées.
Sous Shah Ismaïl, on note une perpétuation des formes et des décors d’incrustation timurides : motifs de mandorles, de shamsa (soleils) et de nuages tchi se retrouvent sur des encriers en forme de mausolée ou des pichets de forme globulaire rappelant celui d’Ulugh Beg en jade.
Sous Shah Tahmasp, l’incrustation disparaît rapidement, comme en témoigne un groupe de chandeliers en forme de pilier. Par contre, on remarque l’apparition de pâtes colorées (rouges, noires, vertes) pour remplacer la polychromie autrefois donnée par les incrustations d’argent et d’or. On note aussi le début du travail de l’acier, en particulier par ajourages, pour réaliser des éléments de placage de porte et d’étendards.

### Le travail des pierres dures
On connaît plusieurs objets en pierre dure, datables le plus souvent du XVIe siècle. Il existe ainsi une série de pichets à la panse globulaire, montés sur une petite base annulaire et portant un col large et court, dont deux (un en jade noir incrusté d’or, l’autre en jade blanc) sont inscrits au nom d’Ismail Ier. L’anse prend une forme de dragon, ce qui trahit une influence chinoise, mais ce type de pichet vient en fait directement de la période précédente : le prototype en est le pichet d’Ulugh Beg. On connaît aussi des coupes et des manches de couteau en jade, souvent incrustés de fils d’or et gravés.
La pierre dure sert aussi à créer des cabochons pour les incruster dans des objets de métal, comme la grande bouteille de zinc incrustée d’or, de rubis et de turquoises datable du règne d’Ismail et conservée au musée de Topkapi à Istanbul.

### Letapis
Article connexe : Tapis persan

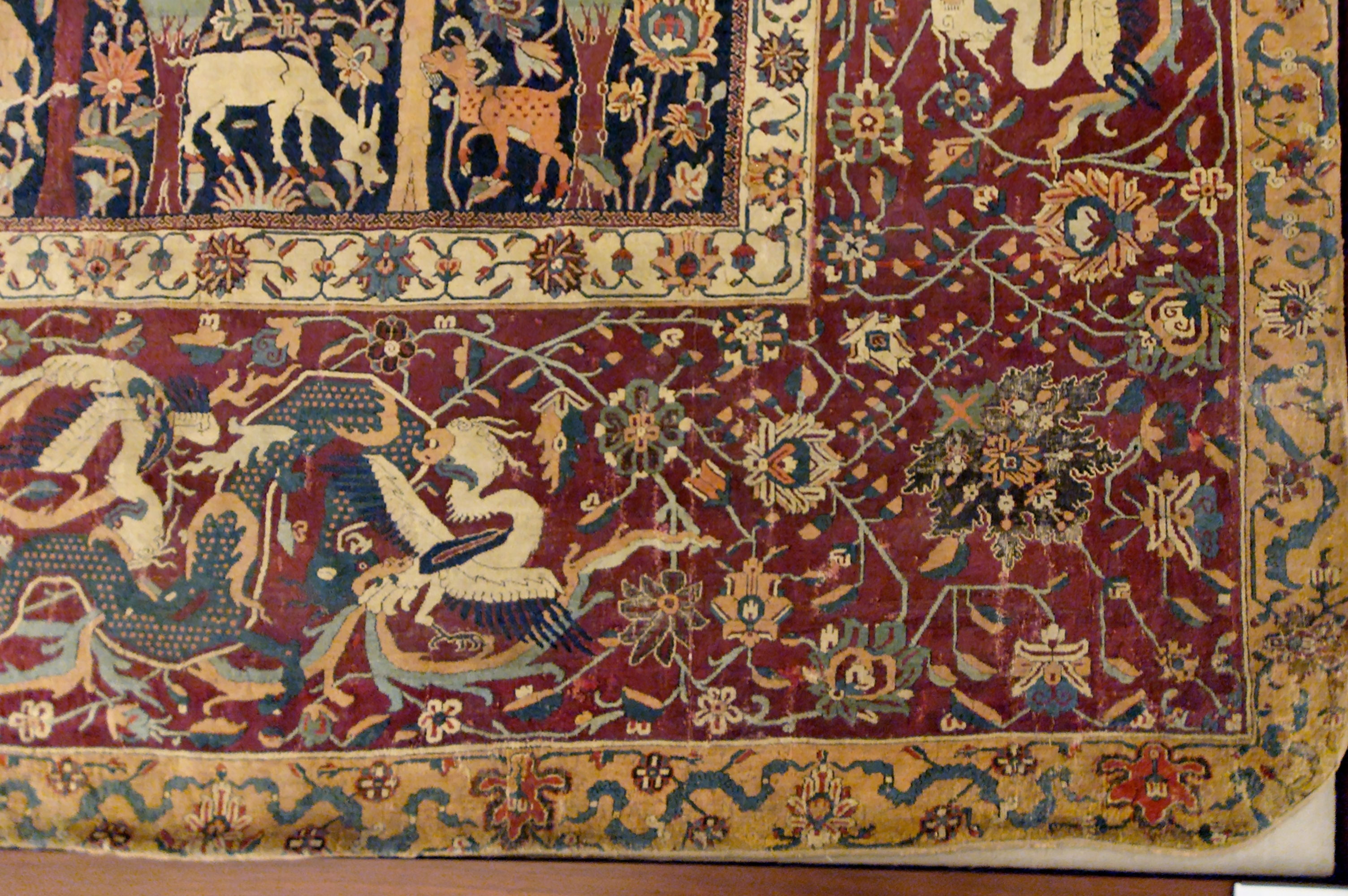
Détail d’un coin du tapis de Mantes, conservé au musée du Louvre.

De nombreux tapis (entre 1500 et 2000) ont été conservés depuis la période safavide, mais la datation et l’établissement de la provenance de ces tapis restent très difficiles. Les inscriptions sont une indication précieuse pour déterminer les artisans, les lieux de fabrication, les commanditaires, etc. De plus, une fois qu’un tapis a été fabriqué et est resté dans un endroit précis, il permet d’identifier les autres pièces qui lui sont relatives.
Il est généralement accepté parmi les spécialistes que ce sont les Safavides qui ont fait passer le tapis d’une production artisanale assurée par des tribus nomades au statut d’« industrie nationale » dont les produits étaient exportés en Inde, dans l’Empire ottoman et en Europe. L’exportation du tapis a été florissante à la période safavide vers l’Europe (parfois via la colonie portugaise de Goa) et vers l’empire moghol, où les tapis persans ont stimulé la production locale. Quelques tapis safavides ont aussi été transportés par la Compagnie néerlandaise des Indes orientales vers Batavia, Ceylan, la Malaisie, Cochin ainsi que vers les Provinces-Unies même. Des commandes européennes étaient passées en Perse pour le tissage de tapis spéciaux : par exemple, le groupe des « tapis polonais » a sans douté été noué à Ispahan, mais certains portent les armes de Pologne.
Sur la base de récits de voyageurs et d’autres sources textuelles, il apparaît que des ateliers de tapis royaux existaient à Ispahan, Kashan et Kerman. Ces ateliers produisaient des tapis pour les palais et mosquées du Shah, mais aussi pour être offerts aux monarques voisins ou aux dignitaires étrangers, ou encore réaliser des pièces sur commande de la noblesse ou d’autres citoyens. Le commanditaire versait alors du capital sous forme de matières premières et versait un salaire aux artisans pendant la durée du nouage.
Le développement rapide de l’industrie du tapis en Perse à l’époque safavide semble être dû au goût des souverains pour cet artisanat. Ismaïl Ier puis Shah Tahmasp et Shah Abbas le Grand sont connus pour avoir été personnellement intéressés par la production des tapis. On a même supposé que les deux derniers souverains cités se soient personnellement investis dans la production de tapis, notamment par le dessin des motifs. Au cours de leur règne, les productions de tapis persan ont été les plus importantes de toute l’époque safavide.
C’est à cette époque et plus particulièrement à partir de Shah Tahmasp (1523-1576) que sont créés les premiers tapis à décors floraux, afin de satisfaire les goûts des Safavides. La différence entre les tapis des nomades et les tapis floraux est due au rôle du « maître » (ostad). C’est lui qui dessine le carton qui sera reproduit par les noueurs. Les dessins des tapis des nomades sont, eux, transmis par la tradition
La fabrication des tapis est fortement soumise à la tutelle de l’atelier royal d’art du livre, qui en fournit les modèles. C’est ainsi qu’en les comparant à des reliures et à des enluminures, les spécialistes ont pu déterminer une évolution stylistique. Ainsi, la plupart des tapis produits au XVIe siècle, c’est-à-dire principalement sous Shah Isma’il et Shah Tahmasp sont dits « à médaillon » car ils sont organisés autour d’un grand médaillon central polylobé, dit parfois Shamsa, c’est-à-dire soleil, et les écoinçons portent chacun un quart de médaillon qui rappelle fortement celui du centre. Les tapis de ce type les plus célèbres sont la paire de tapis dits d’Ardébil, dont l’un, conservé au Victoria and Albert Museum, est daté de 946 de l’Hégire, soit 1539 — 40 de l’ère chrétienne et signé « l’œuvre de l’humble serviteur de la cour Mahmud Kashani ».
À partir de la fin du XVIe et du début du XVIIe siècle, soit avec l’avènement de shah Abbas, le médaillon tend à disparaître, alors que les écoinçons ont déjà pu être éliminés dès la seconde moitié du XVIe siècle, comme le prouve le tapis de Mantes. C’est la floraison des « tapis-vases », qui, comme leur nom l’indique, présentent un vase d’où jaillit une composition florale. Le jardin, qui est associé au paradis donne également lieu à un type de composition qui apparaît dès le XVIIe siècle en Perse afin d’imiter les jardins des Shah, divisés en parcelles rectangulaires ou carrées par des allées et des canaux d’irrigation (chahar bāgh).
On peut trouver aussi des tapis à thème cynégétique : la chasse est une activité prisée des Shah, requérant adresse, force et connaissance de la nature. Ce thème est également lié au paradis et aux activités spirituelles, puisque la chasse se déroule souvent dans une nature qui peut rappeler les jardins du paradis. L’un des plus fins est sans doute le tapis vraisemblablement tabrizi actuellement conservé au musée Poldi Pezzoli à Milan et daté de 1542 - 1543. Le tapis de Mantes, daté de la deuxième moitié du XVIe siècle et conservé au musée du Louvre, est également à ce titre exemplaire.
La ville de Kashan quant à elle se distingue par une production assez particulière de tapis relativement petits et entièrement de soie à fond rouge ou bleu où se battent des animaux fantastiques hérités du bestiaire chinois (kilins, dragons, phénix). Comme dans les grands tapis, ceux du XVIe siècle présentent un médaillon (tapis de la Fondation Gulbenkian), qui disparaît au siècle suivant. Le musée du Louvre et le Metropolitan Museum en conservent chacun un exemplaire au champ libre.

## L’art du livre

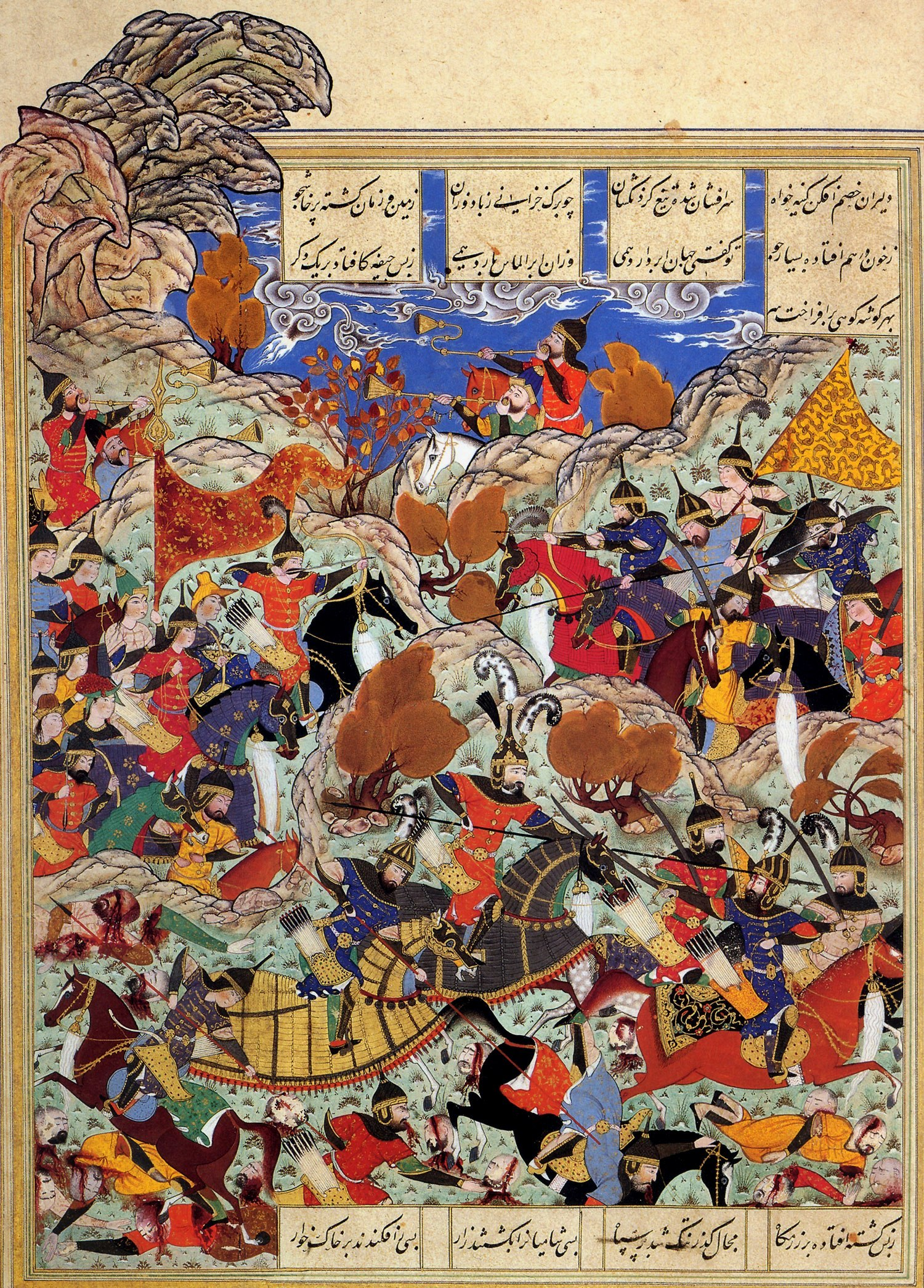
Scène de bataille entre Timur et le roi égyptien, Behzad, 1515. conservé au Palais du Golestan à Téhéran.

Sous le règne des Safavides, l’art du livre constitue le moteur essentiel des arts. Le ketab khaneh, l’atelier-bibliothèque royal, fournit la plus grande partie des modèles de motifs pour les objets : tapis, céramique ou métaux lui sont soumis.
Plusieurs types de livres sont copiés, enluminés, reliés et parfois illustrés : des livres religieux — Corans, mais aussi commentaires du texte sacré et ouvrages théologiques — et des livres de littérature persane — Shah nama, Khamsé de Nizami, Jami al-tawarikh de Rashid al-Din, Timur nāmeh —, des encyclopédies et des traités scientifiques de soufis. Le papier, invention chinoise arrivée très tôt en Iran (VIIIe siècle), est toujours employé. On note l’emploi fréquent de papiers colorés. Vers 1540 apparaît aussi un papier marbré, qui disparaît cependant assez rapidement.
Les reliures sont pour la plupart réalisées en maroquin teinté, et de très belle qualité. Elles peuvent être dorés et estampées de motifs géométriques, floraux ou figuratifs ou encore rehaussée de couleur bleue. Dans la seconde moitié du XVIe siècle, on ajoure le cuir pour laisser apparaître au-dessous des feuilles de papier ou de soie colorées. À la même époque, à Shiraz, apparaît la reliure laquée, qui reste cependant très rare et très estimée en Iran.
Le décor des marges peut être réalisé de différentes manières : elles sont parfois encartées, c’est-à-dire insérées dans un papier différent (tradition qui apparaît dès le XVe siècle), sablée d’or, d’après une habitude chinoise, ou encore peinte en couleurs ou à l’or.
Les styles des illustrations varient beaucoup d’un manuscrit à l’autre, selon les périodes et les centres de production.

### 1501-1550: l’héritage

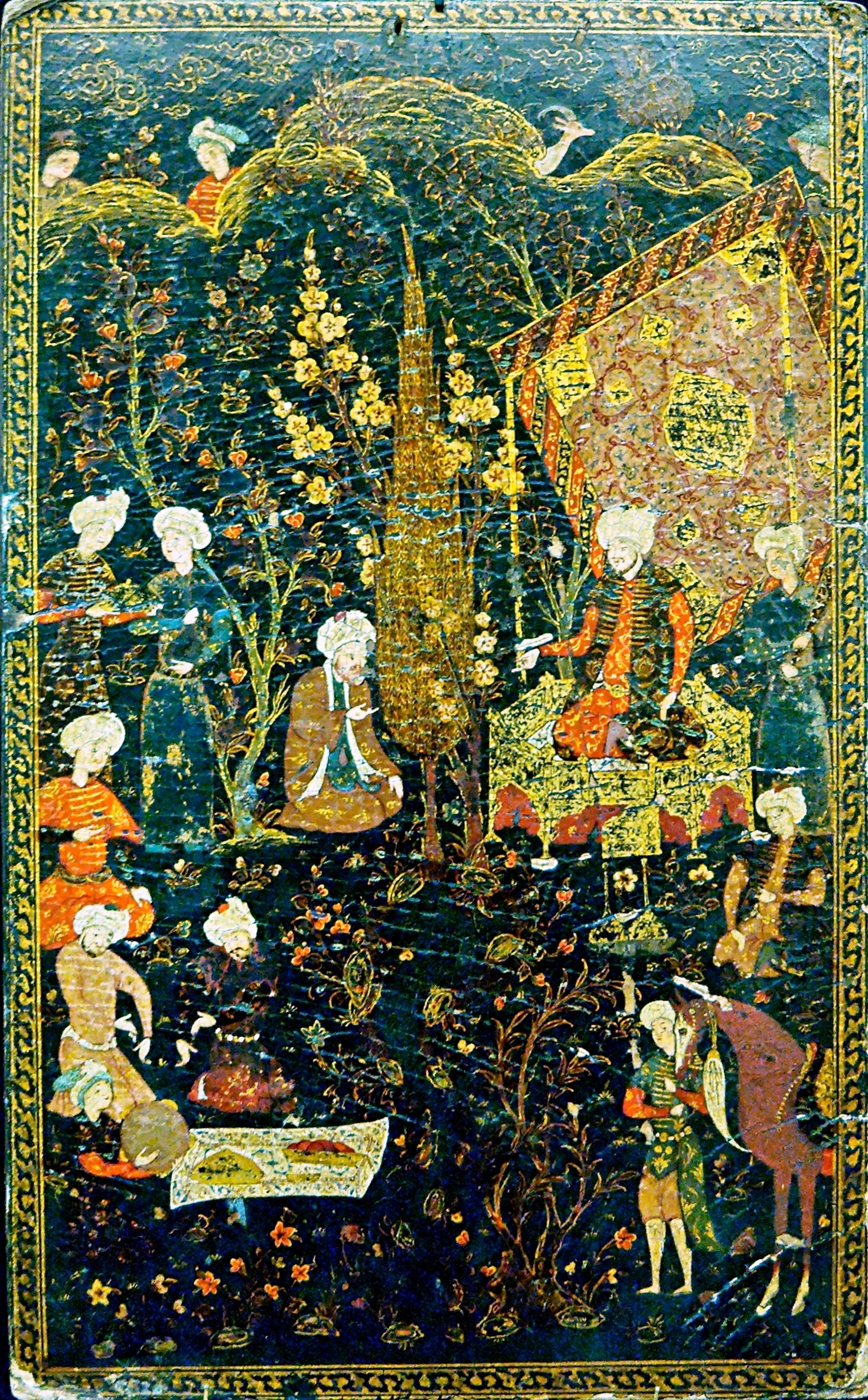
Reliure en papier mâché laqué : Scène de divertissement princier, XVIe siècle, musée du Louvre.

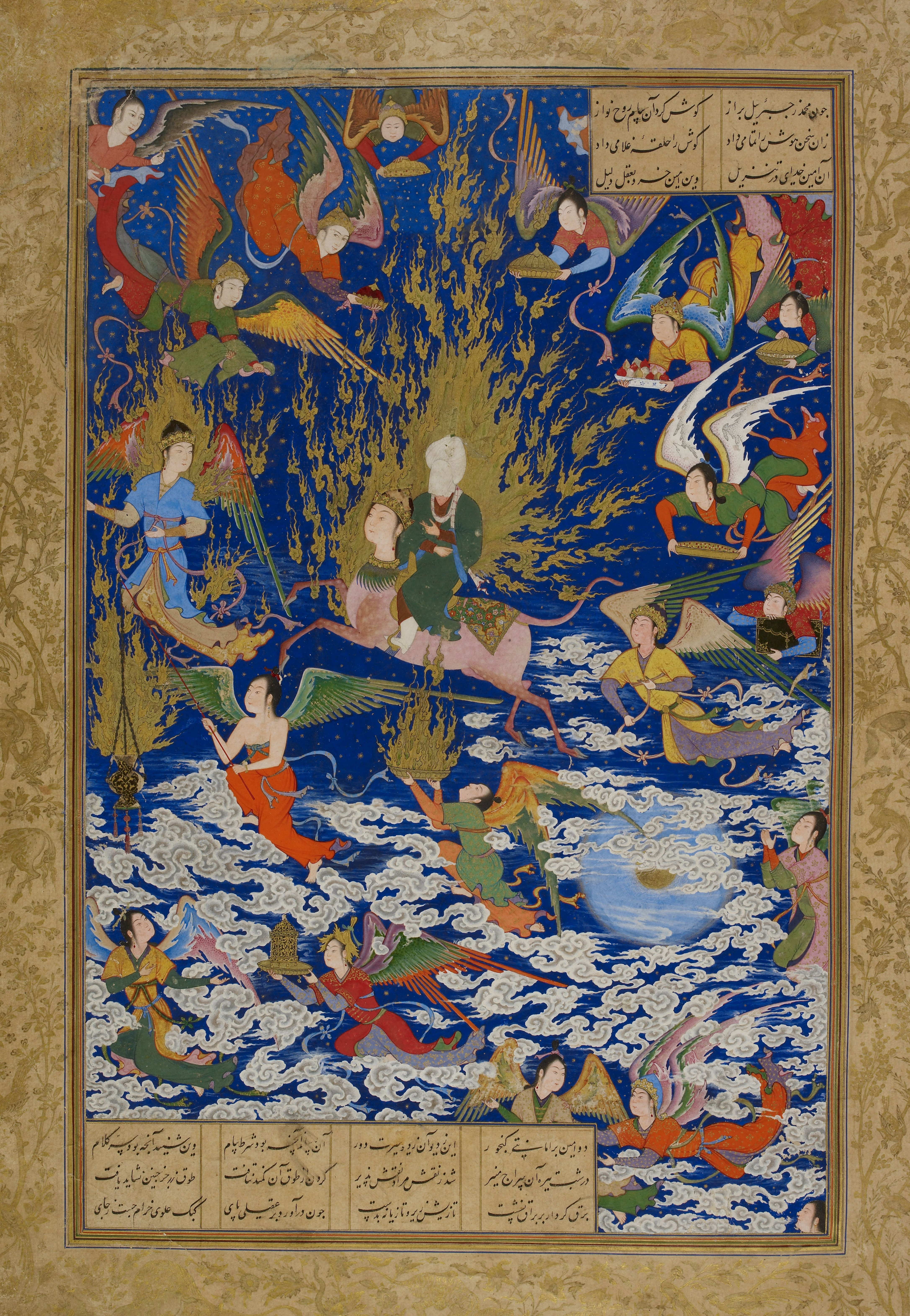
Sultan Muhammad, Miraj (ascension de Mahomet vers le paradis sur son âne burāq) dans un Khamseh de Nizami daté de 1539-43.

Trois centres sont actifs à cette période :
- Tabriz
- Chiraz
- Boukhara

Tabriz, capitale de l’empire safavide entre 1501 et 1548, remploie elle aussi les artistes du ketab khaneh Aq Qoyunlu. Les illustrations dénotent un double héritage : celui des Aq Qoyonlu et des Timurides. Celui-ci est favorisé par la prise de Herat en 1501, mais ne se manifeste vraiment que dans les années 1525. Les différents directeurs du ketab khaneh sont :
- Sultan Muhammad (1515-1522)[20]
- Bihzad (1522-v.1540)[21]
- Mir Mossavver (v. 1540 - 1548)

De nombreux grands peintres, comme Aqa Mirak, Mir Sayyid Ali ou encore Doust Mohammad sont employés alors par l’atelier-bibliothèque, et produisent de grands manuscrits royaux. Le premier dont on ait une trace est le Shâh Nâmeh inachevé commandé par Ismaïl pour son fils Tahmasp, pour lequel seulement quatre peintures ont été réalisées dont Raksh défendant Rustam endormi. Cette dernière est sans doute l’une des pages les plus célèbres de la peinture safavide, qui montre encore la forte prégnance de l’art turkmène dans le traitement de la végétation très dense, comme un tapis, et dans les maladresses de perspectives. On pense que c’est lorsque Shah Tahmasp revient à Tabriz en 1522 que sa réalisation cesse vers 1522, alors que, pétri de l’influence de ses maîtres Behzad et Sultan Muhammad, il met en route la réalisation de son Grand Shah Nameh de Shah Tahmasp. Il commande aussi d’autres œuvres exceptionnelles, telles un Khamsé et un Iskandar Nāmeh. D’autres mécènes emploient les artistes du ketab khaneh royal : le prince Barham Mirza (1517-1549) se fait ainsi constituer un album (muhaqqa) par le peintre Doust Mohammad.
L’art de la calligraphie est alors dominé par un homme très important, surnommé « Zarrin Qalam », c’est-à-dire « calame d’or », qui excelle dans les six calligraphies canoniques.
L’influence des ateliers royaux de Tabriz est extrêmement importante, et les manuscrits non royaux, enluminés et illustrés se diffusent dans tout l’empire, marquant les centres provinciaux comme celui de Chiraz.
Chiraz est la capitale du Fars (noyau de la Perse) et une ville provinciale du sud de l’Iran très active. Les artistes sont toujours les mêmes que ceux employés par les Aq Qoyunlu, et produisent des volumes de petits formats, copies de Corans et de grands textes poétiques, destinés pour la plupart au commerce vers l’empire ottoman (Syrie, Égypte). Malgré le blocus imposé par cet empire en 1512, la production ne faiblit pas, ce qui laisse à penser qu’elle se tourne vers d’autres acheteurs encore mal identifiés, étant donné l’absence de mécénat local. Sous l’influence de Tabriz, on note des évolutions entre 1501 et 1525 : les silhouettes deviennent plus élancées, la taj, le bonnet qizilbash caractéristique, avec un bâton rouge et douze plis correspondant aux douze imams du chiisme duodécimain, apparaît. À partir de 1525, les ateliers de Chiraz ne produisent plus que des copies des œuvres des ateliers royaux de Tabriz, puis de Qazvin et Ispahan.
Boukhara n’est pas à proprement parler une ville d'art safavide, étant donné que la ville est au centre d’un État indépendant dirigé par la dynastie ouzbèke des Chaybanides entre 1500 et 1598. Mais le nomadisme des artistes, dû aux fréquents changements politiques et au nomadisme des souverains, implique des influences notables de la part des villes safavides. Les manuscrits de cette école sont caractérisés par leurs marges richement décorées avec la technique de l’encartage. Leurs reliures possèdent un contre-plat avec un grand décor de cuir ajouré et un plat avec de grandes plaques rectangulaires à motifs animaliers ou à arabesques, selon l’ancienne tradition timouride. Les peintures utilisent une palette harmonieuse, avec des compositions aérées, mais l’absence de modèles nouveaux et la répétition de poncifs donne l'impression d'une certaine sécheresse.
L’école de Boukhara connaît son apogée entre 1530 et 1550, et influencera directement l’art moghol.

### 1550-1600: période de transition

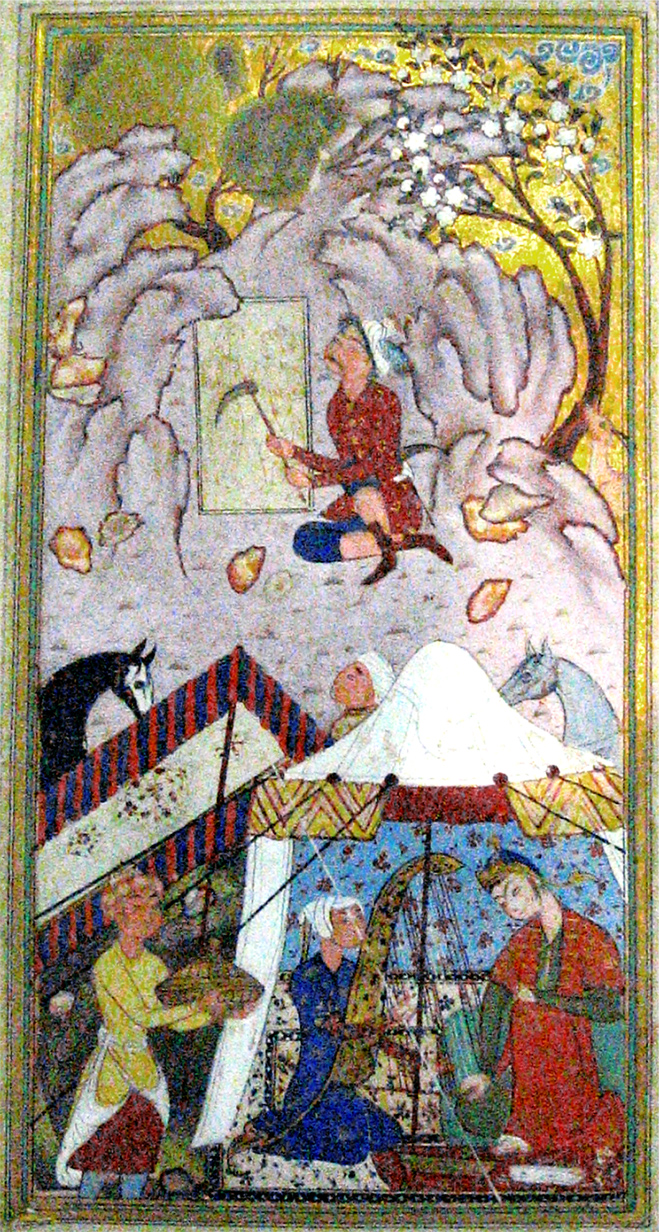
Représentation de Shirin et Farhad par Vahshi Bâfqi, Nastaliq, non signée, 1588. Conservé au Musée national d'Iran.

Les années 1550-1600 sont marquées par de nombreux changements dans l’organisation de l’empire et donc de la production de livres chez les Safavides. Avec le transfert de la capitale en 1548, l’atelier royal se déplace, et c’est Qazvin qui prend la suite de la production royale. Toutefois, les centres provinciaux comme celui de Shiraz (au sud) ou du Khorassan (à l’est de l’Iran) continuent de produire des manuscrits plus ou moins riches.
Avec le transfert, en 1548, de la capitale de Tabriz à Qazvin, le ketab khaneh est en grande partie démantelé, à la suite des édits de repentance édités par le Shah pour des raisons religieuses et économiques. Les artistes fuient vers les cours provinciales ou étrangères (moghole et ottomane). Seul Aqa Mirak résiste à cette série de départs. D’autres artistes, comme Siavush Beg le Géorgien ou Sadiqi Beg prennent la place de la génération précédente. De nouveaux grands calligraphes, tels Mir Ali ou Malik Dayalami apparaissent et donnent naissance à la « règle des deux calames », qui définit des règles identiques pour la calligraphie et la peinture. L’enluminure et la reliure évoluent en parallèle de l’art du tapis, étant donné que les cartons utilisés sont identiques. Dans les manuscrits, les peintures sont le plus souvent des doubles pages sans lien avec le texte, tandis que les images d’échanson, de jeunes femmes, de princes ou encore de derviches remplissent les albums (muhaqqa).
Si la fin du règne de Shah Tahmasp est peu fructueuse (on connaît pourtant un Fāl Nāmeh datant de ces années avec les signatures d’Aqa Mirak et Abd al-Aziz), Shah Ismail II (r. 1576-77) exerce une influence bénéfique, commandant un grand Shah Nāmeh et un Ajayibnāmeh (livre des merveilles). Malheureusement, son règne court empêche une réelle renaissance, même s’il pose de nouvelles bases, marquant le début de la multiplication des pages d’albums. Son successeur, Shah Muhammad Khudabandeh, étant aveugle, il s’intéresse peu aux livres, et casse ainsi la reprise amorcée. La recrudescence de l’art du livre royal n’aura lieu que partiellement sous Saha Abbas Ier le Grand, qui commande, comme c’était la tradition, semble-t-il, un grand Shah Nāmeh avant le transfert de la cour à Isfahan.
L’atelier provincial de Shiraz reste florissant jusqu’en 1620, mais continue le plus souvent à recopier des modèles issus des ateliers royaux de Tabriz puis de Qazvin et du Khorasan. Le décor est foisonnant, l’illustration très abondante dans les manuscrits et les couleurs éclatantes, quoique peu variées. Le dessin, fin, représente des personnages aux visages ronds et aux nez allongés. L’enluminure reste très répétitive, et les calligraphies, le plus souvent en nastaliq, se copient les unes les autres. La plupart des manuscrits ne sont pas signés.
Les ateliers dits du Khorassan se situent à Hérat et dans le district de Bakharz. Sous le mécénat du frère de Braham Mirza, Ibrahim Mirza, à partir de 1565, ils concurrencent l’école de Qazvin avec l’emploi d’artistes comme Shaykh Muhammad, Muzaffar Ali ou Muhammadi, spécialisés dans les dessins. Le manuscrit le plus célèbre sorti de ces ateliers est un exemplaire des Haft Awrang (Sept trônes) de Jami, et se démarque par sa profonde originalité des productions des ateliers officiels.

### 1600-1660: le déclin des manuscrits enluminés et le développement d’un genre spécifique: la page d’album

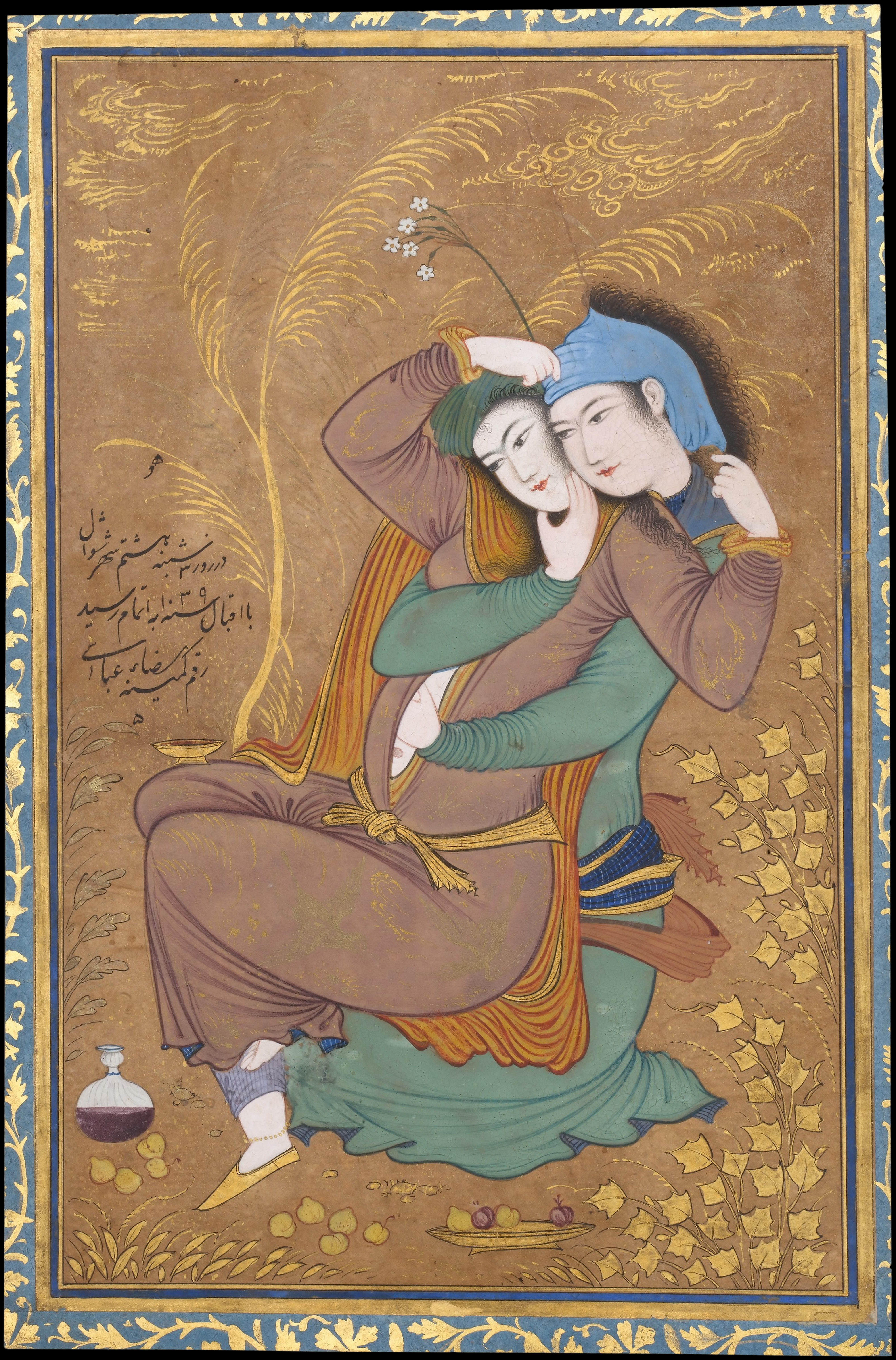
Reza Abbasi, Les Amants (Abbasi) (1630)

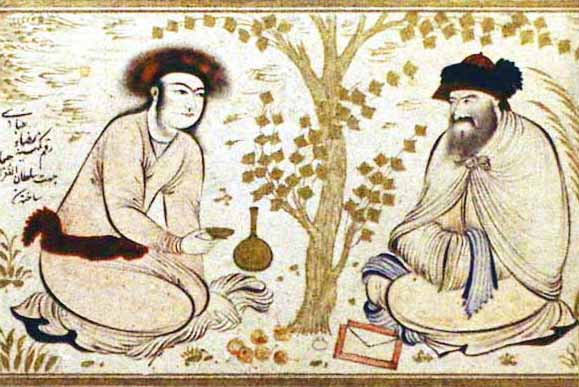
Riza ’Abbasi, Jeune prince et derviche, second quart du XVIIe siècle, Metropolitan Museum.

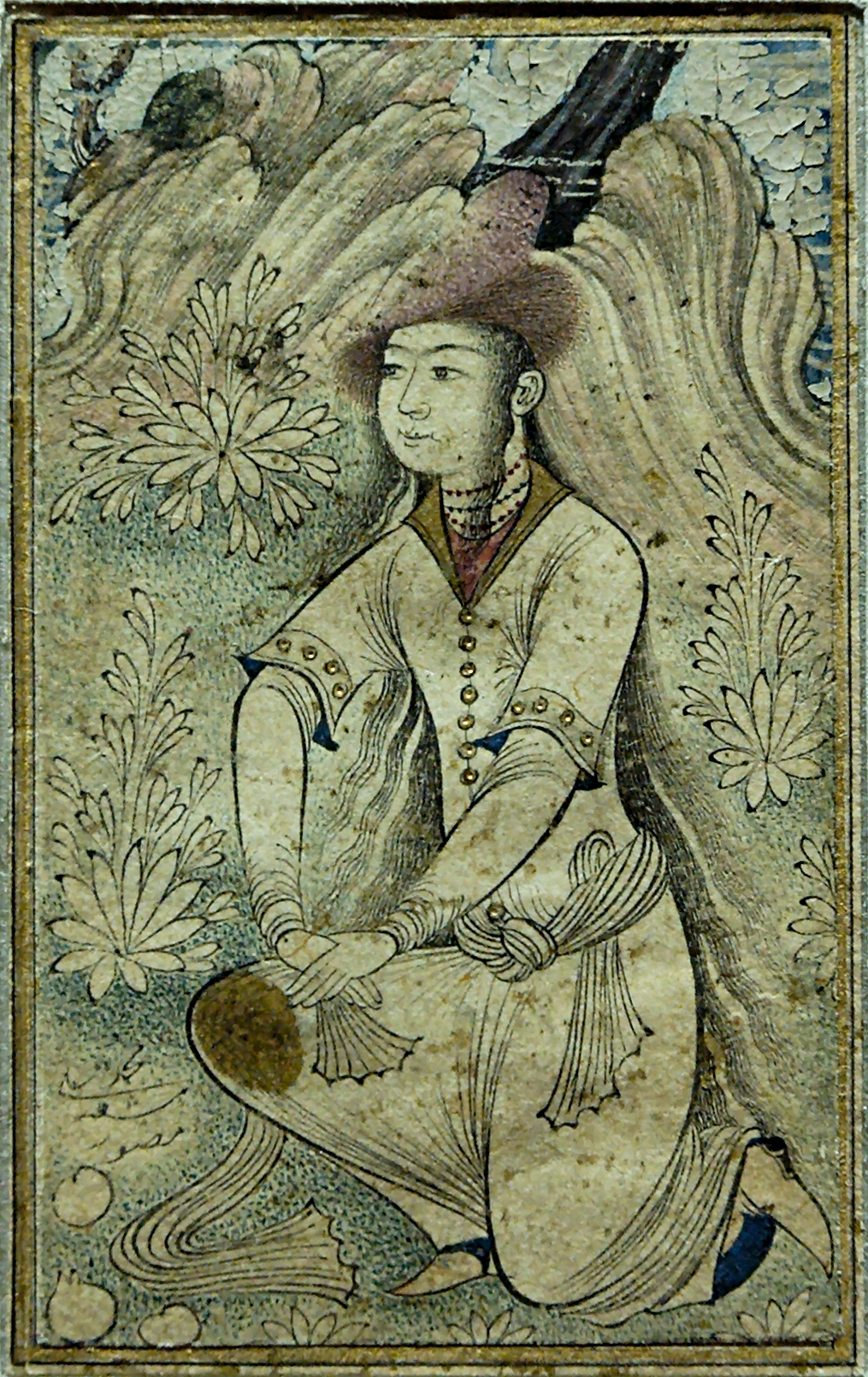
Une page d’album : Jeune fille au bonnet de fourrure, signée par Muhammad ‘Alî. Ispahan, milieu du XVIIe siècle, musée du Louvre.

Au cours des règnes de Shah Abbas Ier et Chah Séfi, le nombre de manuscrits enluminés et illustrés baisse beaucoup, laissant place à un nouveau type d’art du livre : la page d’album. Les albums, ou muhaqqa, sont composés le plus souvent sous la direction d’un peintre ou d’un calligraphe, et regroupent des pages d’artistes différents en juxtaposant dessins, calligraphies voire miniatures anciennes. Reza Abbassi, qui dirige le ketab khaneh entre 1597 et 1635 (celui-ci étant transféré, en 1602, à Ispahan), est sans doute le plus grand représentant de ce genre. Les personnages de ces pages d’albums ont souvent des silhouettes allongées, avec des têtes petites et arrondies. Les sujets peuvent être des courtisans, les échansons étant privilégiés, mais aussi des paysans ou des derviches. Alors que Reza résiste jusqu’à sa mort, en 1635, à l’influence européenne, d’autres artistes n’hésitent pas à s’inspirer voire à reproduire les gravures apportées par les marchands néerlandais. D’autres grands peintres d’albums de cette période sont des disciples de Reza, ayant probablement étudié avec lui, Moïn Mosavver, Mohammad Qasim et Muhammad Ali ou encore son fils Safi Abbassi, connu pour ses peintures d’oiseaux.
Ce goût pour l’album ne met pas fin pour autant entièrement aux manuscrits à peintures : le Shah Nāmeh pour Shah Abbas, les deux Divan de Navai ou encore le manuscrit de Khosrow et Shirin (1632, Victoria and Albert Museum) constituent autant d’exemples de la perpétuation de cette tradition, que les ateliers provinciaux abandonnent d’ailleurs moins facilement que le ketab khaneh royal. L’école de Herat, notamment, produit régulièrement des copies des grands textes persans illustrés.

### 1660-1722: la fin des manuscrits illustrés

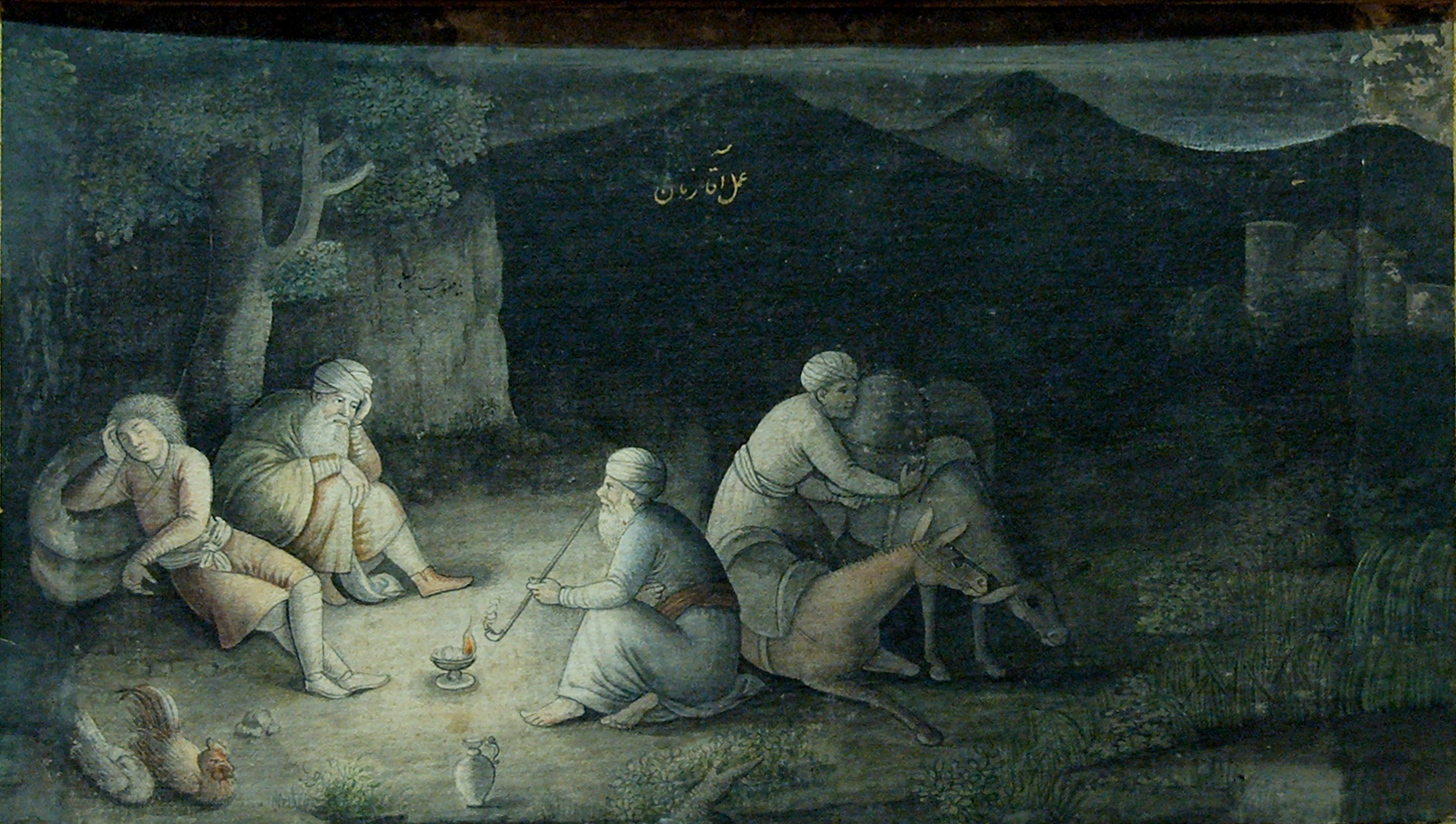
La halte de nuit de Mohammad Zaman.

Avec l’émergence de Ali Qoli Djebbeh Dar et de Mohammad Zaman, deux peintres très européanisants, la part du livre illustré dans l’art du livre chute encore. Une grande activité de calligraphie et d’enluminure se met en œuvre, avec un véritable regain d’intérêt pour la première et un style foisonnant très fin et très riche en éléments végétaux pour la seconde.

## Conclusion
Les Safavides furent les derniers souverains à promouvoir un art national « perse ». On leur doit un nouvel essor de la production artistique dans l’actuel Iran, particulièrement remarquable dans l’urbanisme : Ali Qapu, Chehel Sutun ont des écrins à leur mesure dans des parcs verdoyants tracés selon des perspectives précises, alors que le boulevard monumental de Tchehar Bagh (ou avenue des Quatre-Jardins) traverse la ville d’Isfahan sur trois kilomètres. Gardiens de l’ancienne tradition artistique iranienne plus que véritables novateurs, ils élaborèrent un art de cour raffiné et somptueux dont les tendances maniéristes dans le décor sont comblées par un grand charme poétique. Leur chute entraîna une dégénérescence rapide de l’art en Iran.